# Histoire du Paris Saint-Germain
Pour un article plus général, voir Paris Saint-Germain Football Club.
Cet article présente l'histoire du club de football du Paris Saint-Germain.
Le Paris Saint-Germain Football Club naît en 1970 et acquiert brièvement le statut professionnel de juillet 1971 à mai 1972, puis retrouve ce statut en juillet 1974. Nouveau venu sur la scène du football professionnel français, le PSG est toutefois le doyen actuel de la Ligue 1 avec une série en cours de 49 saisons consécutives parmi l'élite.

## Date de fondation
Comme pour d'autres clubs français, les sources ne s'accordent pas toutes sur la date de fondation du Paris Saint-Germain FC. L’appellation « Paris Saint-Germain Football Club » est créée en 1970 lors de la fusion de deux clubs :
- le Stade saint-germanois, club basé à Saint-Germain-en-Laye fondé en 1904, qui est promu après la saison 1969-1970 en championnat « National », alors le deuxième niveau du football en France ;
- le Paris Football Club, club virtuel, sans équipe ni stade, créé en 1969 dans le but de redonner une équipe professionnelle à la capitale après la chute du Racing Club de France et du Stade français. Le Paris FC est affilié à la Fédération française de football depuis le 13 décembre 1969 sous le numéro 24169[1].

1970 est devenue l'année retenue par le club comme date de fondation. Celle-ci a figuré sur le logo du club de 1996 à 2013, et est reprise par des institutions comme la LFP ou l'UEFA. Néanmoins, si cette fusion a bien officiellement eu lieu en juillet 1970, le fait que le Paris Saint-Germain FC soit un nouveau club est discutable, une fusion n'aboutissant pas nécessairement à la fondation d'un nouveau club. En effet, comme le précise le Dictionnaire officiel du Paris Saint-Germain de Michel Kollar, le Paris FC n'est alors qu'une « association de personnalités regroupées pour la création d'un grand club de football à Paris ». Bien que l'association soit affiliée à la FFF, elle n'a ni joueur ni terrain. Le Paris Saint-Germain Football Club peut donc difficilement être considéré comme un nouveau club, émanant davantage d'un changement de nom du Stade saint-germanois, qui reçoit l'aide d'un nouvel investisseur. En 1998, Thierry Berthou, supporteur du club et historien de formation, publie un livre intitulé Histoire du Paris Saint-Germain Football-Club (1904-1998) qui explique notamment pourquoi la date de fondation de 1904 devrait être conservée. Selon lui, « l'arrivée de nouveaux investisseurs ou le changement de nom d'un club ne sont pas des éléments suffisants pour parler de création ». Son travail ne trouve pas écho auprès du club, et il reçoit même des menaces de procès en cas d'« erreur » dans le livre de la part de Daniel Hechter et Francis Borelli, présidents du club de 1974 à 1991,.
Depuis les années 2000, la date exacte du 12 août 1970 est avancée par le club, celle-ci étant désormais devenue la date de fondation officielle. Cette date précise n'a pourtant aucune valeur historique. En effet, celle-ci correspond uniquement à la date d'acceptation du changement de nom de l'association Paris Football Club en Paris Saint-Germain Football Club par la préfecture de police de Paris, ce qui n'a pourtant aucun rapport avec une date de fondation. Auparavant, la date du 27 août était même retenue par le club[réf. à confirmer], celle-ci correspondant à la date de publication au Journal officiel de ce changement de nom, mais fut entre-temps destituée, car celui-ci avait en fait déjà joué en championnat le 22 août. Néanmoins, la date du 12 août n'a pas plus de sens, car le club, qui avait déjà joué en amical sous le nom de Paris Saint-Germain FC les 1er et 8 août, était déjà annoncé sous ce nom en mai 1970 comme qualifié pour disputer le championnat National 1970-1971, et surtout que le nom Paris Saint-Germain Football Club était déjà effectif et officiel depuis le Conseil fédéral de la FFF du 3 juillet.
Une troisième date de fondation, 1973, a même été proposée jusqu'en 1991 et l'arrivée de Canal+ au sein de la direction du club. Elle correspond à la prise en main du club par le créateur de mode Daniel Hechter, qui revendique le titre de « vrai fondateur » dans son autobiographie,. Cette date a, par exemple, été reprise dans L'Équipe du 3 mai 2005[réf. nécessaire], tandis qu'un documentaire censé fêter le 40e anniversaire officiel du club diffusé le 9 mai 2010 par Canal+, qui conserve le « contrôle éditorial », n'évoque pas le débat de la date de fondation et fait débuter son documentaire en 1973.

## Le Stade saint-germanois (1904-1970)

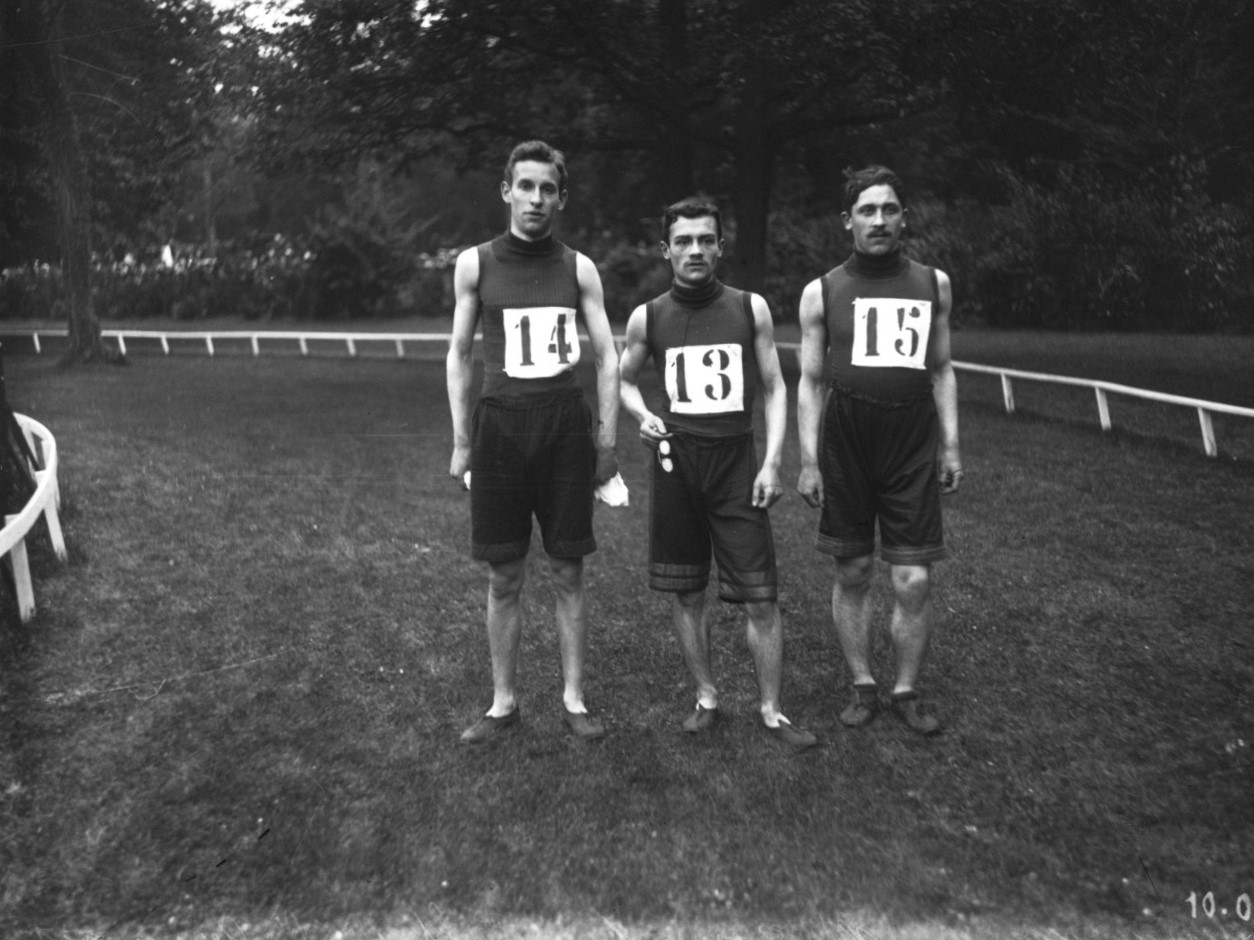
Membres du Stade saint-germanois le 20 mai 1906 au bois de Boulogne lors d'une épreuve de course à pied.

Le Stade saint-germanois voit le jour le 21 juin 1904, à l'occasion de l'inauguration des installations sportives du Camp des Loges en forêt de Saint-Germain-en-Laye. Le premier président est Félix Boyer. Club omnisports doté d'une section football, il s'affilie à l'Union des sociétés françaises de sports athlétiques (USFSA). La section football intègre le groupe Ouest du championnat de Paris de 4e série, quatrième et dernier niveau du championnat régional parisien. Pour son premier match officiel, le Stade saint-germanois s'incline à domicile le 16 octobre 1904 face à la Société du Patronage laïque du Ve par huit buts à un,.
À la suite de la disparition de l'USFSA, le Stade rejoint la Fédération française de football-association (FFFA) en 1921 et doit s'inscrire tout en bas de l'échelle du football parisien. Commence alors une lente ascension vers les sommets de la Ligue de Paris. En 1932, alors que le football professionnel est autorisé en France, le Stade évolue en « Promotion de 1re division », le quatrième niveau régional. Il dispute cette année-là la Coupe de France pour la première fois, dont il atteint les 32es de finale en 1949 et 1951.
Champion de Paris en 1957, le Stade se maintient parmi l'élite des clubs amateurs du CFA treize saisons durant, sous la conduite de son entraîneur Roger Quenolle et de son président Henri Patrelle. En point d'orgue, les « Blancs » de Saint-Germain atteignent les quarts de finale de la Coupe de France en 1969, où ils affrontent l'Olympique de Marseille. Le match aller a lieu au Parc des Princes devant 14 760 spectateurs, le retour au stade Vélodrome. La confrontation voit la logique qualification des professionnels marseillais. Troisième de son groupe de CFA en 1969, le Stade réitère la performance l'année suivante. L'ouverture aux équipes amateurs de la Division 2 nationale, dite « open », mise en place cet été-là (dont Patrelle, membre du Conseil fédéral de la FFF, est l'un des instigateurs) offre la promotion aux Sangermanois.

## 1970-1973: de la fusion au divorce
Alors que le Stade saint-germanois du président Henri Patrelle s'apprête à obtenir sa promotion en deuxième division en 1970, un projet de relance du football de haut niveau à Paris tourne en rond depuis plus de dix-huit mois. Le Paris Football Club, créé en 1969 à la suite d'une étude du Conseil fédéral de la Fédération française de football, est resté un club virtuel toute la saison précédente. À quelques semaines de la reprise en 1970, le Paris FC n'a ni joueurs, ni entraîneur, ni encadrement, ni stade, ni inscription en championnat. Ce PFC avait en partie été financé par une collecte populaire et un échec signifierait le remboursement des donateurs. De plus, la FFF qui a engagé sa crédibilité dans cette relance du football de haut niveau à Paris après les dépôts de bilan du RC Paris, du Stade français et du CA Paris, envisage mal un échec.
Après le refus du CS Sedan Ardennes, seul club de Division Nationale à proximité, de fusionner, et le refus de la Ligue d'accepter le club directement en 1re division, les promoteurs du PFC se tournent vers la 2e division. Pressé par le temps, l'idée de fusionner avec le Stade saint-germanois s'impose. Le 21 mai 1970, l'assemblée des associés du PFC vote pour la fusion avec Saint-Germain. Le 30 mai, la FFF publie la liste des clubs participant au prochain championnat de deuxième division : le Paris Saint-Germain FC figure sous ce nom sur cette liste au titre de la promotion du Stade saint-germanois. Le « Paris Saint-Germain » est clairement noté comme qualifié du groupe Nord avec Creil et Cambrai. Le protocole de fusion entre le Stade saint-germanois et le Paris FC est paraphé le 10 juin. Le 26 juin, un Conseil d'administration extraordinaire entérine la fusion du Stade saint-germanois et du Paris FC et la rend effective : le Paris Saint-Germain Football Club est né. Pierre-Étienne Guyot, ancien vice-président du Racing Club de France et partie prenante du projet Paris FC, en est le premier président.
La direction du nouvel ensemble est confiée aux deux vice-présidents : Guy Crescent (venu du Paris FC) et surtout Henri Patrelle, le président historique du Stade saint-germanois, nommé président de la Commission sportive qui gère le football. Patrelle garde ainsi la main sur l'aspect sportif tandis que Crescent s'occupe de questions d'intendance. Le premier international français à rejoindre le club est Jean-Claude Bras, qui évolue au Royal Football Club de Liège en Belgique. Jean Djorkaeff, capitaine de l'équipe de France, rejoint le club dès le 22 juin, précédant de quelques jours son coéquipier de Marseille Jean-Pierre Destrumelle. Le premier match disputé sous le label « Paris Saint-Germain FC » est une rencontre amicale de pré-saison face à Quevilly. Les Normands s'imposent 1-2 le 1er août au Stade Jean-Bouin. Le 23 août, le Paris SG dispute son premier match officiel pour le compte de la première journée du championnat de France de deuxième division, appelé alors « National » : les Parisiens ramènent un match nul de Poitiers (1-1). Le 27 août est publié au Journal officiel l'acte de constitution du PSG. Dans les années 2010, le club retient le 12 août 1970, date d'enregistrement par le Journal officiel du changement de nom de l'association Paris FC, comme la date de fondation du club.
Le PSG termine pour sa première saison 1er du groupe Centre du championnat. Il est sacré champion de France de deuxième division le 12 juin 1971 après avoir affronté Monaco et Lille, vainqueurs des deux autres groupes. Le PSG est donc promu en 1re division dès 1971. Malgré ce succès sportif, la Mairie de Paris, propriétaire du Parc des Princes et important bailleur de fonds du nouveau PSG, refuse de soutenir un club basé hors du territoire de la ville de Paris, le Paris Saint-Germain étant considéré comme un « club banlieusard ». Menacé dans son existence, le PSG est scindé en deux en mai 1972 : la section professionnelle reste en Division 1 sous les couleurs du Paris FC, tandis que le reste du club, et notamment l'équipe amateur évoluant en Division 3, conserve l'identité « Paris Saint-Germain ». Le mariage avec le PFC aura tenu moins de deux ans.

## 1973-1978: l'ère Hechter, retour et maintien dans l'élite

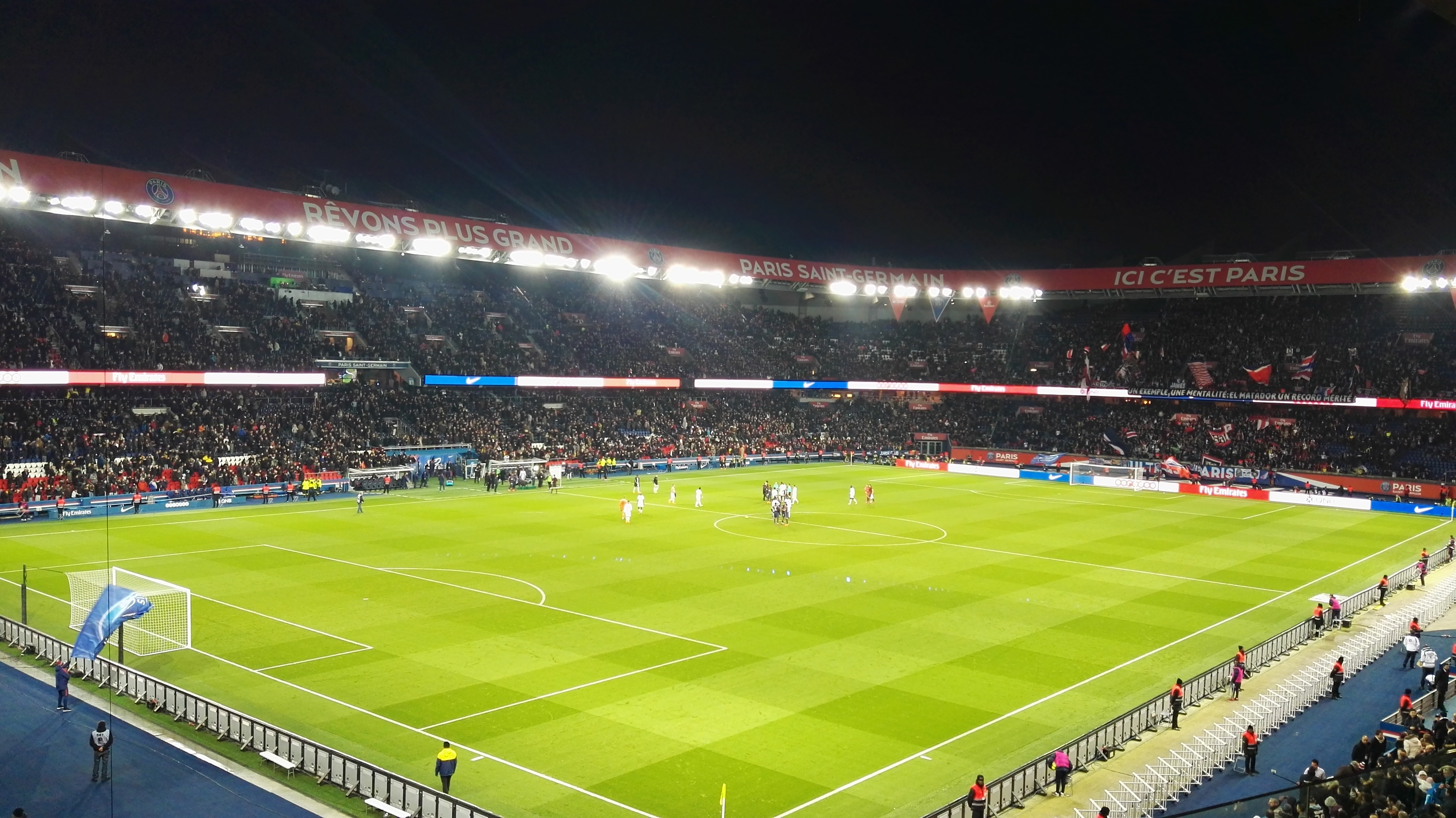
Le Parc des Princes.

Profitant du refus de montée de l'US Quevilly pour des raisons financières, le PSG est promu en D2 dès 1973. Pour pouvoir rester en seconde division, le PSG doit trouver rapidement des investisseurs extérieurs afin de financer d'importants travaux pour mettre en norme son stade au Camp des Loges. Daniel Hechter et ses amis, Francis Borelli, l'acteur Jean-Paul Belmondo, Guy Bossant, Charles Talar et Jacques Bloch, font leur entrée en scène. Ces nouveaux dirigeants issus du show-business seront surnommés quelques mois plus tard par la presse « Le gang des chemises roses ». Le partenariat entre Henri Patrelle et Daniel Hechter ne dure pas même un an. Il avait débuté le 15 juin 1973 avec la signature d'un protocole entre le PSG et Daniel Hechter. Afin d'éviter une nouvelle affaire semblable à celle du PFC, le nom (Paris Saint-Germain Football Club) et les couleurs du club (bleu, blanc et rouge) deviennent protégées par contrat. Ce protocole est signé sur papier à en-tête du club où figure déjà le logo « tour Eiffel », en usage dès la saison 1972-1973. Le siège social du club est transféré à Saint-Germain-en-Laye. Patrelle conserve son titre et sa qualité de président du PSG, mais Daniel Hechter, président du comité de gestion, joue un rôle majeur au club. Un conflit s'instaure alors entre les deux hommes pour le contrôle plein et entier du PSG. De même, sur le banc, Robert Vicot, officiellement entraîneur, doit souvent s'effacer devant Just Fontaine, officiellement directeur technique.
Cette double direction n'empêche pas le club d'être promu en D1 en juin 1974 à l'issue d'un match de barrage face à Valenciennes. Lors de ce match, Just Fontaine fera un arrêt cardiaque sans gravité à la suite de la victoire du club. Ironie du sort, le Paris FC chute en D2 dans le même temps. C'est au lendemain de cette promotion que Daniel Hechter devient officiellement président du club, poste qui était jusque-là toujours occupé par Patrelle qui devient intendant de l'équipe de France A jusqu'en 1979.
En faisant son retour parmi l'élite, le PSG retrouve son statut professionnel abandonné deux ans plus tôt. Les saisons suivantes, le club parisien parvient à se maintenir dans l'élite et à s'y ancrer. Parmi les joueurs de l'époque, on trouve Jean-Pierre Dogliani, Mustapha Dahleb, François M'Pelé et parmi les entraîneurs, Vélibor Vasovic et Jean-Michel Larqué. Daniel Hechter lui-même dessine le maillot « historique » du club. L'inauguration du centre de formation au camp des Loges a lieu le 4 novembre 1975, Pierre Alonzo en prend la direction. Le Tournoi de Paris retrouve également vie en 1975 et sera disputé jusqu'en 1993.
La présidence de Daniel Hechter est marquée par ses déboires finaux. Malgré le fait qu'il ait toujours clamé son innocence et dénoncé un complot contre lui, Hechter est écarté de la présidence en janvier 1978, et est interdit à vie de gestion de clubs de football, à la suite du scandale de la double billetterie du Parc des Princes. Une partie du produit de la vente de billets était versée aux joueurs afin de leur offrir un complément de revenus plutôt que de le faire rentrer dans les caisses du club.

### 1978-1991: l'ère Borelli, premiers trophées majeurs et découverte de l'Europe
Francis Borelli, vice-président du club et dirigeant depuis 1973 auprès de Daniel Hechter (qui est devenu interdit de gestion), prend la présidence le 9 janvier 1978 pour treize saisons et demi. Sous sa conduite, le Paris Saint-Germain remporte ses premiers trophées majeurs : deux coupes de France. La première en 1982 après une finale épique disputée face à Saint-Étienne, alors emmené par Michel Platini, qui joue là son dernier match pour un club français. Le PSG l'emporte 6 à 5 aux tirs au but après un match nul 2 buts partout, Nabatingue Toko et Dominique Rocheteau inscrivant les buts parisiens, Platini deux buts pour les Verts. En 1983, Paris conserve son titre en l'emportant face au nouveau champion de France, Nantes (victoire 3 à 2).
Le club de la capitale vit sa première épopée européenne en 1982-1983 qui se finit en quart de finale contre l'équipe belge de Waterschei. Ce PSG-Waterschei en Coupe des coupes est considéré comme le premier grand rendez-vous européen du PSG. Le PSG, vainqueur 2-0 à l'aller à domicile, part favori pour la qualification. C'est, en effet, lors de cette confrontation contre le vainqueur de la Coupe de Belgique que le record d'affluence au Parc des Princes reste le plus élevé avec 49 575 spectateurs. Mais lors du match retour, les Belges gagnent 3 à 0 après prolongation et se qualifient.
La saison suivante, le PSG se qualifie une nouvelle fois pour la Coupe des coupes et se fait encore éliminer de justesse, cette fois-ci en huitième de finale par la Juventus de Platini (2-2 à domicile et 0-0 à l'extérieur).
Lors de la saison 1984-1985, le PSG vit une saison moyenne avec une modeste 13e place en championnat, une finale de Coupe de France perdue contre l'AS Monaco et une élimination au 2e tour de la Coupe UEFA contre les Hongrois de Videoton. Gérard Houllier remplace alors l'entraîneur Georges Peyroche dès la saison suivante et le PSG accède au titre de champion de France lors de la saison 1985-1986 pour la première fois de son histoire. La formation de la capitale, s'appuyant sur une colonne vertébrale constituée par le gardien Joël Bats, le milieu de terrain défensif Luis Fernandez (devenu capitaine à la place de Dominique Bathenay), le meneur de jeu Safet Sušić et l'attaquant Dominique Rocheteau, reste invaincue pendant 27 journées et s'impose finalement avec trois points d'avance sur son dauphin, le FC Nantes. Les deux saisons suivantes, marquées par le départ de cadres historiques (Luis Fernandez en 1986 puis Dominique Rocheteau en 1987), sont plus délicates (7e puis 15e place en championnat) avec une élimination en Coupe des clubs champions dès le premier tour de la compétition contre le FC Vítkovice, modeste club tchécoslovaque. Le PSG participait à cette compétition pour la première fois de son histoire.
En 1988, Tomislav Ivić devient entraîneur du PSG. Il y obtient d'abord de bons résultats, le club parisien terminant à la deuxième place du championnat, à trois points de l'Olympique de Marseille. La saison suivante est plus décevante : les Parisiens sont éliminés rapidement en Coupe UEFA par la Juventus, et avec 14 défaites terminent à la cinquième place de D1.
Résistant à l'assaut du Matra qui, cinq années durant, tenta, en vain, de ravir au PSG sa position de numéro 1 dans la capitale, le président Borelli et son système de gestion à l'ancienne se trouvent à bout de souffle à l'attaque des années 1990.

## 1991-2006: l'ère Canal+

### La présidence Denisot: le PSG, un grand club européen (1991-1998)

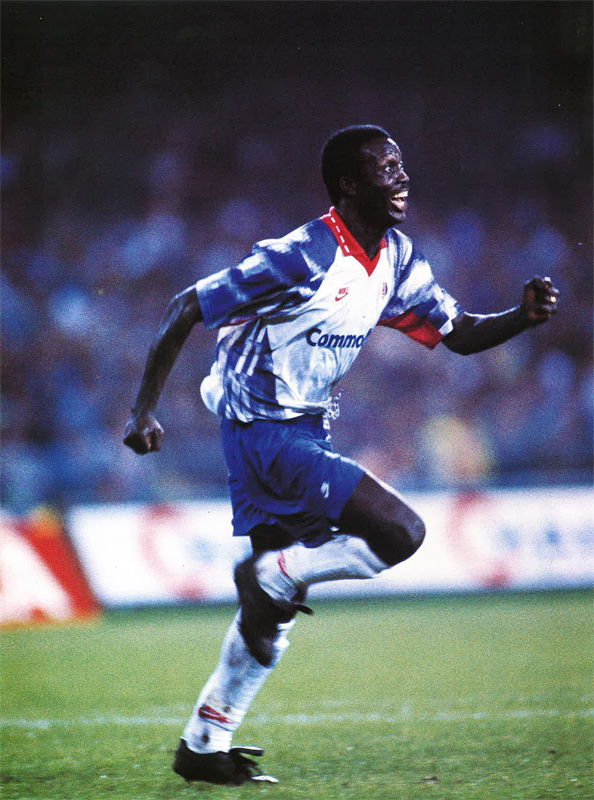
George Weah en 1992, célébrant son doublé face à Naples en Coupe UEFA.

Inquiet des difficultés financières du club, le Maire de Paris, Jacques Chirac, souhaite qu'un repreneur soit trouvé, idéalement par un média français. Il charge Bernard Brochand de sonder les différents patrons de presse. Un accord est trouvé avec Canal+ qui investit en 1991 dans le PSG à hauteur de 39,8% des actions de la Société Anonyme à Objet Sportif (SAOS) nouvellement créée. Michel Denisot devient vice-président délégué du club, Pierre Lescure président de la SAOS, et Bernard Brochand président de l'Association Paris Saint-Germain. Le diffuseur du championnat souhaite relancer son intérêt en opposant un adversaire à l'Olympique de Marseille. Le recrutement d'Artur Jorge comme entraîneur et de plusieurs joueurs majeurs (Paul Le Guen, Valdo, Ricardo, David Ginola ou Laurent Fournier) permet à Paris de finir sur le podium (3e).
La saison suivante, Alain Roche, Vincent Guérin, Bernard Lama et George Weah renforcent davantage l'effectif. Après une première partie de saison en tête, Paris s'incline et termine deuxième. Le club parisien s'offre également une Coupe de France face à Nantes (3-0), et un beau parcours en Coupe UEFA en éliminant successivement Naples, Anderlecht puis le Real Madrid à la suite d'un match de légende en quart de finale (4-1). Le PSG sera ensuite éliminé par la Juventus Turin en demi-finale.
En 1993-1994, Michel Denisot est promu président-délégué tandis que le Brésilien Raí renforce encore l'effectif, même si son adaptation est difficile. Paris s'installe en tête en octobre et ne la lâchera plus. Le PSG est de nouveau champion de France 8 ans après et atteindra les demi-finales de la Coupe des Coupes, éliminé par Arsenal après avoir sorti, pour la deuxième fois consécutive, le Real Madrid au tour précédent.

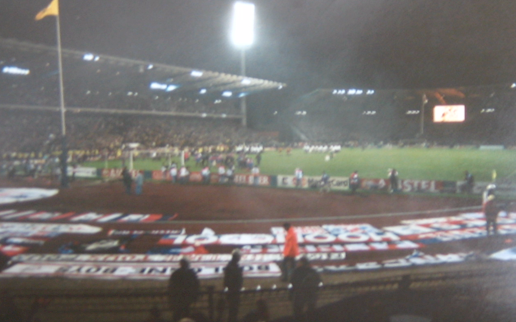
Le PSG contre le Rapid Vienne lors de la finale de C2 1996.

La saison suivante voit Luis Fernandez remplacer Artur Jorge. Paris ne peut faire mieux que 3e en championnat, mais il s'offre une nouvelle Coupe de France, ainsi que la première Coupe de la Ligue. Le club accède également pour la première fois de son histoire à une demi-finale de Ligue des champions (face à l'AC Milan), en ayant éliminé le FC Barcelone de Johan Cruyff en quart de finale et réalisé un bilan parfait dans un groupe très difficile (6 victoires sur 6 face au Bayern Munich, FK Spartak Moscou et Dynamo Kiev).
L'été 1995 est celui du changement : plusieurs joueurs majeurs quittent la capitale (Weah, Ginola, Valdo, Ricardo), alors que Patrice Loko, Bruno Ngotty ou Youri Djorkaeff arrivent. La saison démarre sur les chapeaux de roue, Paris est très largement en tête du championnat. Mais le début de l'année 1996 est difficile et le club parisien voit Auxerre fondre sur lui. Denisot fait appel à Yannick Noah pour remobiliser l'effectif. Paris s'inclinera en championnat (il finira 2e) mais remporte la Coupe des coupes face au Rapid Vienne, en éliminant notamment Parme (en quart de finale) puis La Corogne (en demi). Le PSG devient alors le second club français à gagner une Coupe d'Europe.

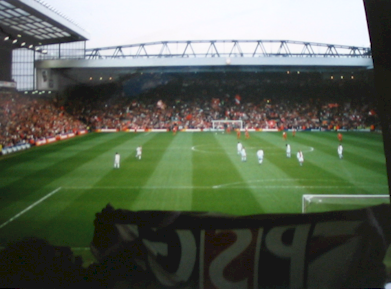
Liverpool FC face au PSG en demi-finale retour de C2 1997.

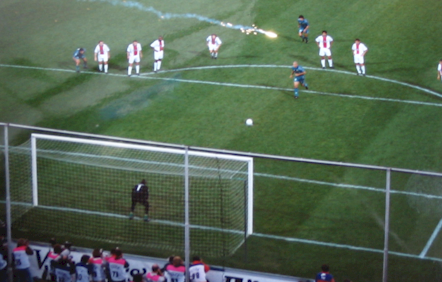
La finale de C2 1997 face au FC Barcelone.

Durant l'été 1996, Luis Fernandez cède sa place à Ricardo Gomes, tandis que les premiers effets de l'Arrêt Bosman se font sentir sur le recrutement (notamment avec le départ de Djorkaeff) malgré la venue du Brésilien Leonardo. Après une nouvelle première partie de saison en tête, le PSG s'incline face à Monaco et termine deuxième. De plus, malgré une qualification face au Liverpool FC en demi-finale, Paris s'incline en finale de la Coupe des Coupes face à Barcelone. Enfin, Bernard Lama est contrôlé positif au cannabis et doit quitter le club. À la fin de la saison, Canal+ passe de 39,8 à 56,8 % au capital du club et devient donc majoritaire.
Pendant l'été 1997, Paris recrute Christophe Revault, Éric Rabésandratana, Marco Simone et Florian Maurice. À la suite d'une erreur administrative (Laurent Fournier fut aligné alors qu'il était suspendu), le club frise l'élimination aux préliminaires de la Ligue des champions contre le Steaua Bucarest, mais se rattrape au retour (5-0) après une défaite sur tapis vert (3-0). Après le match retour, Leonardo quitte déjà le PSG pour rejoindre l'AC Milan. La saison débute bien, mais l'équipe connaît une période difficile à l'automne à la suite d'une mauvaise passe de Revault. Le Paris Saint-Germain est éliminé en phase de groupe de la C1 à la différence de buts et voit le podium s'éloigner en championnat. Le sourire reviendra avec les succès en finale des Coupes de la Ligue et de France, mais Paris termine 8e en championnat.

### Déclin (1998-2006)
Denisot passe la main et c'est Charles Biétry, l'autre candidat au poste en 1991, qui le remplace. Biétry décide de faire table rase du passé et une grande partie de l'effectif (dont Rai, Fournier, Le Guen, Guérin et Roche) quitte le club. Ils sont remplacés par Jay-Jay Okocha, Yann Lachuer, Christian Wörns ou encore Bernard Lama, de retour au club. Ricardo, lui aussi, quitte le club, et Alain Giresse est finalement choisi pour le remplacer. Mais très vite, la mayonnaise ne prend pas, l'équipe est en milieu de tableau en championnat et subit une élimination prématurée en Coupe d'Europe face au Maccabi Haïfa. Face à ces résultats, Giresse est démis de ses fonctions et il est remplacé par Artur Jorge, que Biétry n'avait pas manqué de critiquer précédemment. Malgré tout, les résultats ne s'améliorent pas et Jorge critique ouvertement l'effectif. Biétry en tire les conséquences et démissionne, il est remplacé par Laurent Perpère. La saison est gâchée, Perpère prépare la suite et remplace Jorge par Philippe Bergeroo. Le PSG termine 9e.
Après cette saison épouvantable, l'été 1999 sert à faire le ménage dans l'effectif. Plusieurs joueurs arrivés un an auparavant quittent le club, qui recrute Ali Benarbia, Laurent Robert, ou Christian. Le capitaine Marco Simone rejoint l'AS Monaco, son départ avait été entériné depuis de nombreux mois à cause de ses mauvaises relations avec Charles Biétry. Le PSG réalise un exercice 1999-2000 convaincant, il reste sur le podium la majeure partie de la saison et termine deuxième. Seule ombre au tableau, la défaite en finale de la Coupe de la Ligue, face au FC Gueugnon.
La saison suivante, Paris est extrêmement ambitieux et dépense plusieurs centaines de millions de francs pour recruter Nicolas Anelka, Sylvain Distin, Peter Luccin et Stéphane Dalmat dans le cadre du projet "PSG Banlieue" de son actionnaire Canal+. Le PSG signe également le jeune Bernard Mendy, Lionel Letizi arrive pour remplacer numériquement Bernard Lama, de même que Frédéric Déhu qui conclut ce mercato estival pour devenir le patron du secteur défensif parisien. L'objectif est le titre de champion de France et un bon parcours en Ligue des champions. Si l'équipe est convaincante à domicile, elle souffre à l'extérieur, ce qui l'empêche de dominer. À partir de novembre, les résultats plongent, et Paris passe de la tête au milieu de tableau en quelques semaines. Après une lourde défaite à Sedan (5-1), Bergeroo est renvoyé et est remplacé par Luis Fernandez de retour au PSG afin de sortir le club de cette mauvaise passe. Ce dernier fait venir à Paris des joueurs du championnat espagnol (Mauricio Pochettino ou encore Mikel Arteta), obtient le retour de Didier Domi et échange Dalmat avec Vampeta. Mais les résultats ne s'améliorent pas. Paris perd en Coupe d'Europe face à La Corogne (4-3) après avoir mené 0-3, ce qui élimine le PSG au stade de la deuxième phase de groupes. Le match face à Galatasaray est marqué par de graves incidents dans les tribunes. Paris termine 9e, mais voit la pépite brésilienne Ronaldinho débarquer.
Alors que Canal+ devient propriétaire de 90,8 % du PSG à l'été 2001, le club dépense encore beaucoup d'argent pour faire venir José Aloisio, Gabriel Heinze, Cristóbal, Reinaldo ou bien encore Hugo Leal. Dominique Casagrande est échangé avec Jérôme Alonzo. Dans le même temps, de nombreux joueurs importants les saisons précédentes quittent le club. La plupart des joueurs du "PSG Banlieue" sont considérés comme des échecs et sont poussés vers la sortie moins d'un an après leur arrivée. Malgré cette débauche de moyens et un succès en Coupe Intertoto en août, les résultats ne sont pas extraordinaires. En Coupe UEFA, Paris est éliminé dès les seizièmes de finale aux tirs au but face aux Rangers, et en championnat, le PSG ne parvient pas à monter sur le podium. Anelka, très décevant cette saison et dont les relations avec l'entraîneur sont tendues, est prêté en Angleterre au mercato hivernal et sera bradé l'été suivant. Fabrice Fiorèse arrive, de même que Jérôme Leroy qui signe son retour. Finalement, Paris n'accède à la 3e place qu'une seule fois (à l'issue de la 31e journée) et termine 4e, ne se qualifiant donc pas pour la Ligue des champions.

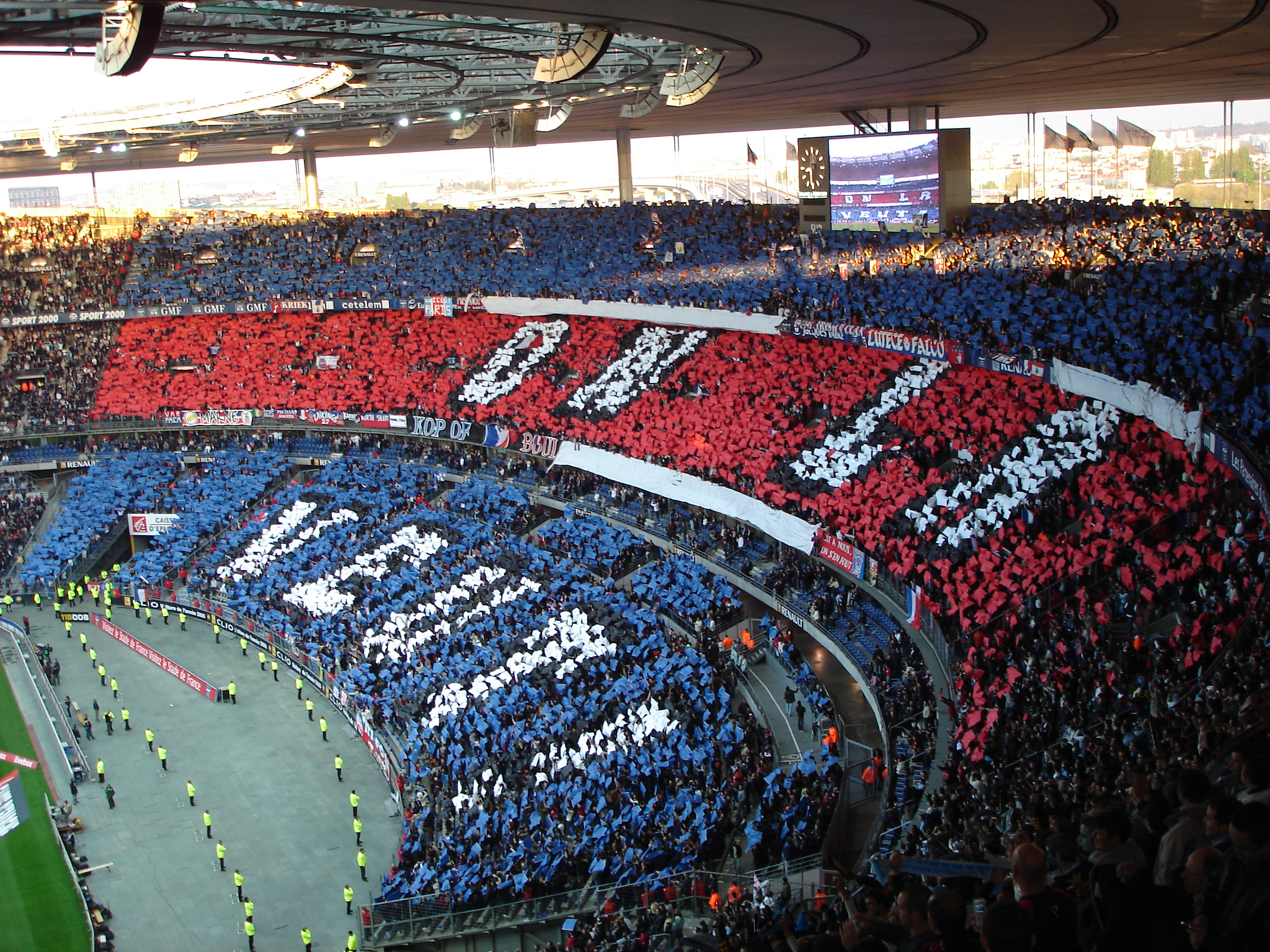
Le tifo des supporters du PSG au Stade de France lors de la finale de la Coupe de France 2006 contre l'OM.

La saison 2002-2003 est marquée par une austérité lors du mercato. Des joueurs comme Jay-Jay Okocha ou Mikel Arteta ne sont pas remplacés. Paris parvient à prendre la tête fin octobre, mais ce sera son seul éclat de la saison. En Coupe UEFA, le PSG est à nouveau éliminé au stade des seizièmes de finale, cette fois-ci face au modeste club portugais du Boavista. En championnat, le club parisien plonge en milieu de tableau, Ronaldinho est laissé sur le banc, Luis Fernandez sauve sa tête en prenant les supporters à témoin. Finalement, Paris finira 11e et s'incline en finale de la Coupe de France face à Auxerre.
Face au bilan sportif et financier désastreux (65 millions d'euros de déficit pour la saison 2002-2003), Canal+ débarque Perpère et Fernandez, et nomme les deux hommes phares du succès lillois, Francis Graille président, Vahid Halilhodžić entraineur. Graille est chargé de remettre de l'ordre dans les finances, Halilhodzic doit remettre l'équipe sur le droit chemin. Le capitaine Mauricio Pochettino est libéré de son contrat et Ronaldinho est cédé à Barcelone, tandis que Pauleta devient le buteur du PSG. Le début de saison est difficile, Jérôme Leroy quitte le club. Mais Halilhodžić parvient à trouver la bonne formule et Paris s'installe sur le podium (saison finalement bouclée à la 2e place) et remporte son premier titre en 6 ans, avec la Coupe de France. Mais la fin de saison est gâchée par le départ du capitaine Frédéric Déhu à Marseille.

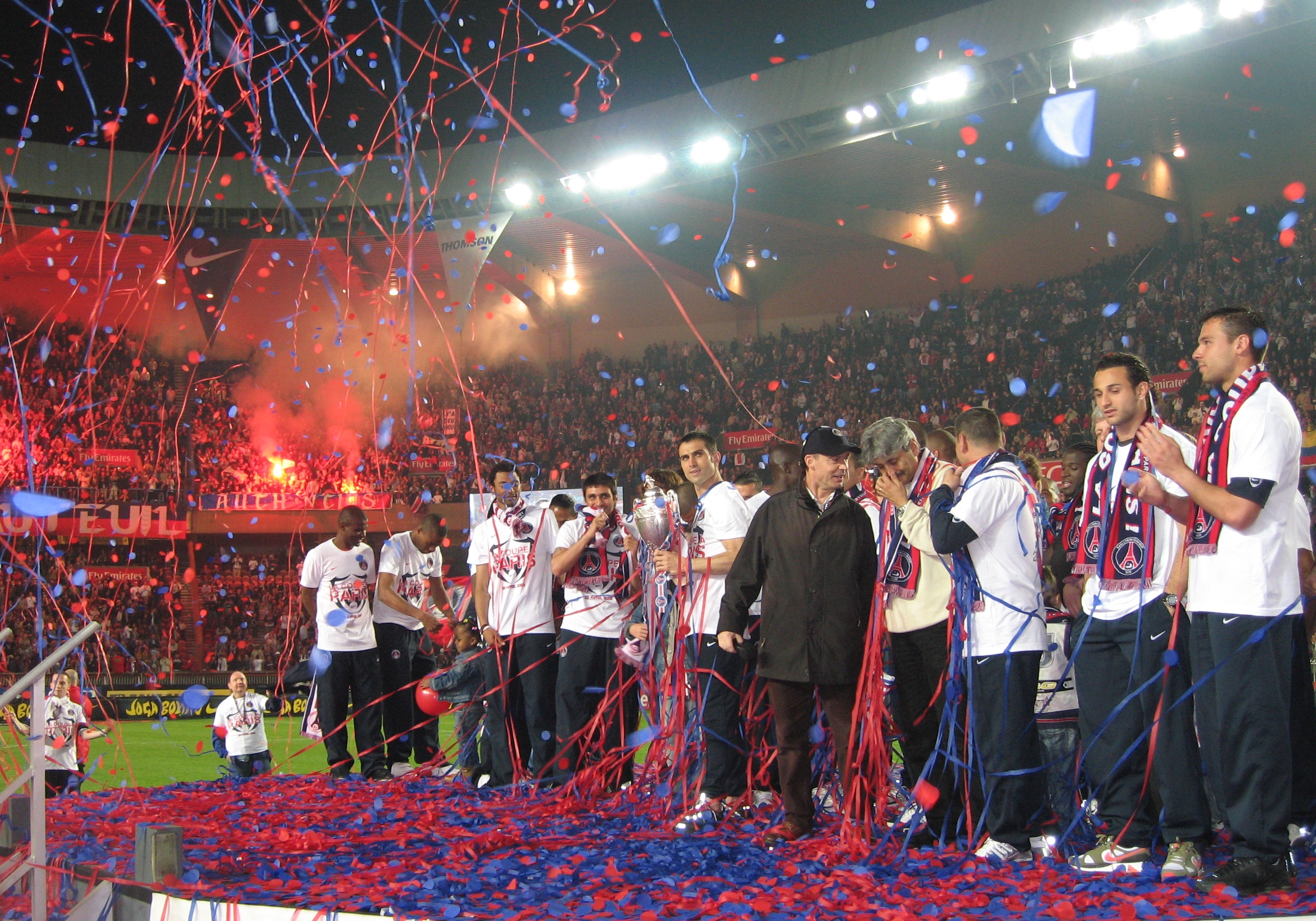
Célébration de la victoire en Coupe de France en 2006.

Après le départ de Déhu, ce sont Heinze et Sorin qui s'en vont. Paris se débarrasse également de plusieurs joueurs devenus indésirables et dépense tout son budget recrutement avec des joueurs comme Jérôme Rothen, Fabrice Pancrate, Sylvain Armand et Mario Yepes. Fiorèse suit finalement son ami Déhu à l'OM dans les dernières heures du mercato. Mais l'équipe n'est pas complète et le début de saison 2004-2005 est désastreux. Paris s'embourbe dans le ventre mou du championnat et termine dernier de son groupe de Ligue des champions. Halilhodzic croit trouver en Sergueï Semak le joueur manquant à l'effectif, mais rien ne s'arrange et Graille décide de se séparer de son collaborateur. Il nomme Laurent Fournier pour finir la saison. Sous son commandement, les résultats s'améliorent légèrement et le club termine 9e. À la fin de la saison, Canal+ écarte Graille au profit de Pierre Blayau, puis rachète les dernières parts d'Alain Cayzac et devient propriétaire à 100 %.
En 2005-2006, l'effectif est renforcé par les arrivées de Bonaventure Kalou, Vikash Dhorasoo ou David Rozehnal tandis que Lorik Cana, bien que formé au club, part chez l’ennemi juré (l'Olympique de Marseille). L'équipe a fière allure sur le papier et son début de saison est intéressant. Mais le président est insatisfait et lors de la trêve hivernale, il renvoie Fournier au profit de Guy Lacombe alors que le PSG n'est qu'à un seul point de la deuxième place malgré sa position de 6e. C'est à ce moment que les résultats du club décrochent à nouveau, le PSG finira 9e. Néanmoins, Paris remporte une nouvelle Coupe de France face à Marseille (2-1).

## 2006-2011: l'ère Colony Capital, un échec
En juin 2006, Canal+ revend le club à un fonds d'investissement américain (Colony Capital), une société d'investissements française (Butler Capital Partners) et à une banque américaine (Morgan Stanley). Les trois entités détiennent chacune un tiers du capital social du club. Alain Cayzac est nommé président du club le 20 juin 2006.
Malgré le changement de propriétaire et de direction, priorité est donnée à la stabilité : Guy Lacombe demeure l'entraîneur du club, Alain Roche reste recruteur, Raí revient en tant qu'ambassadeur du club en Amérique du Sud, et l'effectif ne connait pas de bouleversement majeur. Malgré cette stabilité, le début de saison est difficile, Paris ne parvient même pas à passer dans la première moitié du tableau. Vikash Dhorasoo est renvoyé en octobre après avoir accusé l’entraîneur de mentir. Le pire est atteint en novembre avec une lourde défaite en Coupe UEFA au Parc face à l'Hapoël Tel-Aviv (2-4), puis la mort par balle d'un ultra parisien par un policier après le match. Début janvier 2007, Guy Lacombe est limogé et Paul Le Guen le remplace. L'espoir est important à la suite des excellents résultats du Breton à Lyon. Malgré une descente dans la zone de relégation en mars, les résultats s'améliorent sensiblement, Paris parvient jusqu'aux huitièmes de finale de Coupe UEFA et termine sa saison à la 15e place en championnat.
La saison suivante doit marquer le retour de Paris en haut du classement. La stabilité est toujours de mise, mais certains ajustements espèrent être faits avec les arrivées de Jérémy Clément, Grégory Bourillon, Didier Digard, Marcos Ceará et Zoumana Camara, tandis que du côté des départs on retrouve notamment David Rozehnal, Bonaventure Kalou et Édouard Cissé. Mais à nouveau, le PSG reste dans la seconde moitié du classement. En cause, d'excellents résultats à l'extérieur, mais une incapacité à gagner à domicile, c'est le « syndrome du Parc ». Pour provoquer un électrochoc, Le Guen titularise les jeunes à Valenciennes. Mais sans résultat majeur, il revient à l'équipe-type rapidement. Fin novembre, Paris bascule dans la zone de relégation. Le 10 janvier, Butler Capital Partners est poussé vers la sortie par Colony Capital qui rachète 29,16 des 33,33% des parts du club détenues par la société d'investissements française. Cela fait du fonds d'investissement américain l'actionnaire majoritaire du Paris Saint-Germain. La victoire au Parc face à Lens 3 jours plus tard met fin au « syndrome du Parc » et éloigne le PSG de la zone de relégation. À la fin du mercato hivernal, deux brésiliens, Éverton Santos et Willamis Souza, arrivent. C'est cependant un flop complet et le club parisien redescend dans la zone de relégation au printemps. Une éclaircie apparaît avec le succès en Coupe de la Ligue face à Lens (2-1), mais une banderole parisienne destinée aux Lensois fait scandale. Un mois plus tard, Paris perd lourdement à Caen (3-0). Face à une situation désespérée, Michel Moulin est imposé comme conseiller sportif à Alain Cayzac qui préfère démissionner le 21 avril, remplacé jusqu'à la fin de la saison par Simon Tahar. Il faudra attendre la dernière journée et une victoire inespérée à Sochaux (2-1) pour que le Paris Saint-Germain se maintienne en Ligue 1. En Coupe de France, le club se hisse tout de même en finale, mais s'inclinera face à Lyon (1-0).
Pour remplacer Alain Cayzac, c'est Charles Villeneuve (ancien directeur des sports de TF1) qui est nommé président. Celui-ci maintien Paul Le Guen à son poste. Durant l'intersaison 2008, la formation parisienne est profondément modifiée : Mario Yepes, Jérôme Alonzo et Pauleta arrivent en fin de contrat, tandis que Bernard Mendy, Amara Diané, Didier Digard, et David N'Gog sont vendus. Éverton Santos et Willamis Souza sont pour leur part prêtés à des clubs brésiliens. Du côté des arrivées, les anciens internationaux français Claude Makélélé et Ludovic Giuly, en fin de carrières, sont recrutés pour encadrer le groupe. Mateja Kežman, Guillaume Hoarau, et Stéphane Sessègnon sont également intégrés dans l'équipe. En dépit d'un début hésitant, la première partie de saison est finalement réussie. Le PSG parvient notamment à battre les trois premiers du championnat 2007-2008 : Lyon, Bordeaux et Marseille. Paris finit ainsi quatrième à la trêve hivernale. Cependant, une mini-crise survient : le 22 janvier 2009, Charles Villeneuve est forcé de démissionner, à la suite de l'envoi aux actionnaires d'une lettre critiquant la direction supérieure du club (cette lettre ayant été immédiatement diffusée dans la presse). Sébastien Bazin, Directeur Général de la branche européenne de Colony Capital, actionnaire majoritaire, prend alors la présidence provisoire. Ce changement de gouvernance n'a pas d'effets néfastes immédiats concernant les résultats du club ; avant la rencontre face à Marseille le 15 mars, Paris enchaine ainsi six victoires et un nul en huit matchs, et possède l'occasion de se substituer à Lyon en tête du championnat, mais le PSG s'incline. En Coupe UEFA, Paris parvient à sortir de la phase de groupe à la suite d'un match épique contre le FC Twente et se hisse jusqu'aux quarts de finale de la compétition face au Dynamo Kiev (défaite 3-0 en Ukraine après un nul 0-0 au Parc des Princes) après avoir éliminé le VfL Wolfsbourg puis le SC Braga. La direction du club annonce par la suite que Paul Le Guen ne sera pas reconduit pour la saison prochaine, en raison d'une mésentente de l'entraineur parisien avec une partie du staff technique. Dès lors, Paris enchaine les mauvais résultats jusqu'à la dernière journée. Le PSG finit sixième, laissant échapper une qualification pour la Ligue des champions, et finalement pour la Ligue Europa.
Les dirigeants choisissent l'ancien parisien Antoine Kombouaré pour remplacer Le Guen. En parallèle, Colony Capital rachète les parts de Morgan Stanley le 30 juin 2009. L'équipe subit peu de changement lors du mercato, avec seulement les arrivées de Mevlüt Erdinç, Grégory Coupet et Christophe Jallet, et les départs de Mickaël Landreau et Fabrice Pancrate. Le début de saison est excellent, et Paris pointe en tête (ex aequo) avec Bordeaux et Lyon fin août. En septembre, Robin Leproux (Directeur général de RTL entre 2001 et 2005) remplace Sébastien Bazin à la tête du club. La faiblesse du banc parisien le fait reculer dès l'automne en milieu de tableau et l'absence durant une grande partie de la saison de son tandem en attaque Hoarau-Erding l'empêche de briller en championnat. En février 2010, lors du match PSG-OM, un supporter parisien membre du Kop of Boulogne est assassiné par des membres du Virage Auteuil lors d'une rixe entre les deux tribunes aux abords du Parc des Princes. La réaction des pouvoirs publics est quasiment immédiate et entraîne la dissolution par décrets des principaux groupes ultras d'Auteuil et de la Tribune G, et de la plupart des principaux groupes hooligans de Boulogne. Paris terminera cette saison à la 13e place. Toutefois, le club remporte une nouvelle Coupe de France face à Monaco.

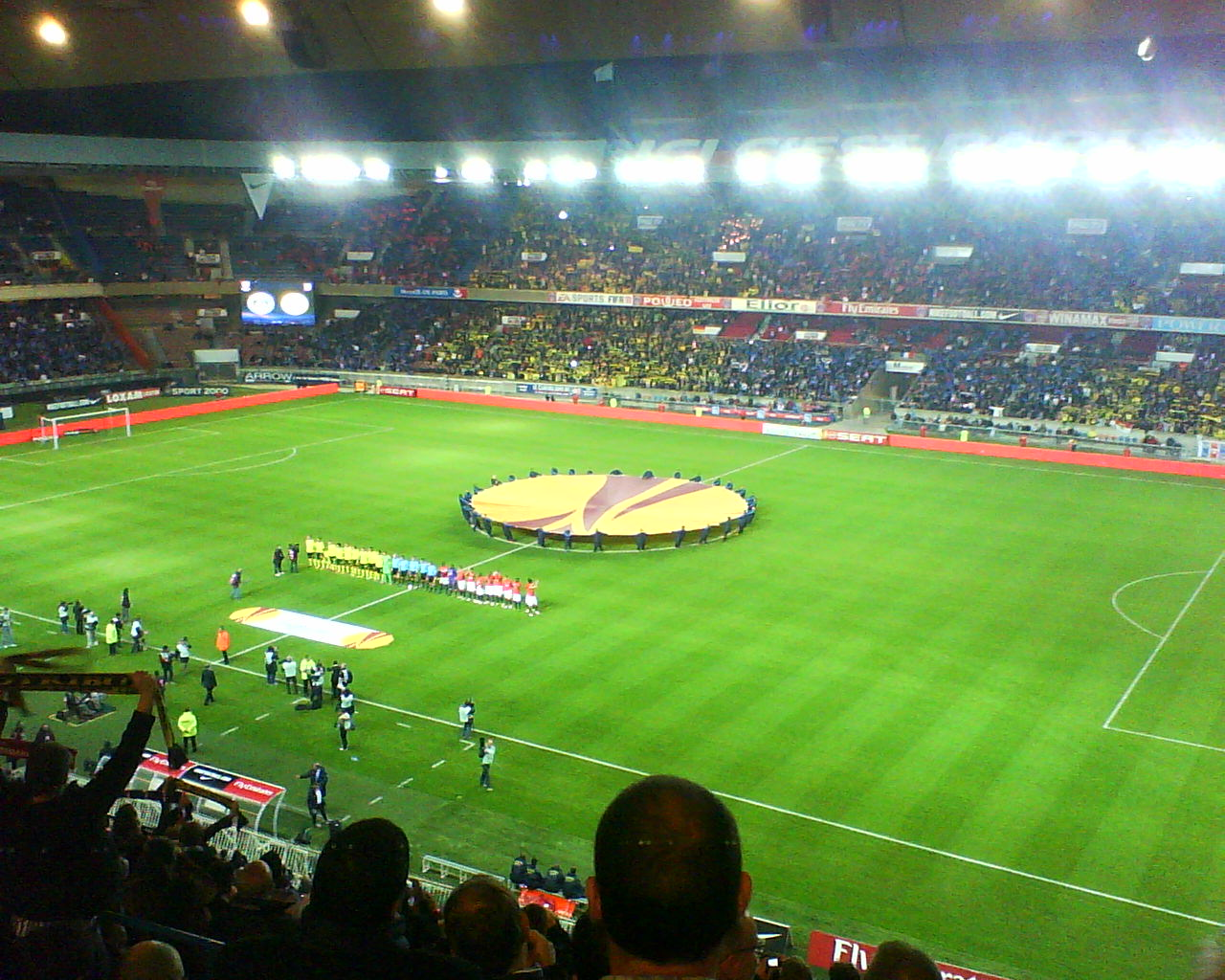
PSG-Borussia Dortmund 2010.

Malgré la décevante 13e place de la saison passée, Leproux, Kombouaré et Roche demeurent en place pour la saison 2010-2011. Le club se renforce avec les arrivées de Mathieu Bodmer, Siaka Tiéné et Luis Nenê, alors que Mateja Kežman et Jérôme Rothen quittent définitivement le club. Du côté des supporters, cette saison voit le lancement d'un plan de sécurité, le "plan Tous PSG" (aussi surnommé "plan Leproux"), qui instaure le placement aléatoire en virages et certains quarts de virage ainsi que la suppression des abonnements dans ces tribunes. Si cela a fait disparaître toute trace de violence aux abords du stade, cela a aussi entraîné une forte baisse de la fréquentation du Parc des Princes et a fait fuir les fans les plus fervents du club. Après un début de saison intéressant, Paris se stabilise dans le haut du classement à partir de novembre, en particulier grâce aux performances éblouissantes de Nenê, qui reçoit le Trophée UNFP du joueur du mois de décembre 2010. Le départ agité de Stéphane Sessègnon lors du mercato hivernal ne perturbe pas la bonne marche du club. Le PSG chute en huitième de finale de Ligue Europa, face au Benfica Lisbonne, mais reste en course pour une qualification en C1. Toutefois, Paris termine seulement 4e du championnat et ne se qualifie pas pour la Ligue des champions. En Coupe de France, le club atteint de nouveau la finale, mais s'incline face à Lille (1-0), qui réalisera cette année-là le doublé coupe-championnat. À nouveau, le club perd beaucoup d'argent et accuse 20 millions d'euros de déficit pour l'exercice 2010-2011.

## Depuis 2011: l'ère Qatar Sport Investments (QSI), changement de dimension

### Débuts du projet animés (2011-2013)
Le 30 juin 2011, le fonds souverain Qatar Investment Authority rachète 70 % des parts du club via sa filiale Qatar Sports Investments (QSI). Alors que Sammy Traoré, Grégory Coupet et Claude Makélélé prennent leur retraite et que Ludovic Giuly et Jérémy Clément quittent le club, Colony Capital signe les arrivées de Nicolas Douchez et Kevin Gameiro avant de passer la main aux Qataris. Les dirigeants de QSI, par l'intermédiaire de Nasser Al-Khelaïfi, futur président du club, fixent des objectifs ambitieux et apportent des moyens financiers considérables : cent millions d'euros pour recruter des joueurs pendant l'été 2011. QSI souhaite remporter le championnat de France, les coupes nationales ainsi que la Ligue des champions à long terme,.
Les propriétaires qataris suppriment le poste de Robin Leproux et nomment Leonardo, ancien joueur parisien, comme directeur sportif. Jean-Claude Blanc prend ses fonctions quelque temps plus tard en tant que directeur général délégué. Leonardo fait venir plusieurs joueurs du championnat italien tels que Jérémy Ménez, Mohamed Sissoko et Salvatore Sirigu. Des joueurs de Ligue 1 rejoignent aussi Paris comme Blaise Matuidi et Milan Biševac. Le président Al-Khelaïfi évoque aussi une construction à long terme, veut miser sur de jeunes joueurs talentueux et déclare à plusieurs reprises « être à la recherche du nouveau Messi ». Il pense d'abord l'avoir trouvé en Javier Pastore qui signe pour 42 millions d'euros, ce qui constitue un record en France. Sur le plan sportif, le club de la capitale est champion d'automne. Des échos favorables proviennent de la presse, le nombre moyen de spectateurs par match augmente et le club met en œuvre une stratégie « d'internationalisation ». Cependant, quelques contre-performances viennent noircir le tableau : l'élimination du PSG en Ligue Europa dès la phase de groupe, alors que celui-ci était jugé abordable, et l'élimination lors du premier tour de la Coupe de la Ligue face au Dijon FCO (3-2). Le 30 décembre 2011, pendant la trêve hivernale, l'Italien Carlo Ancelotti, double vainqueur de la Ligue des champions, devient le nouvel entraîneur du club en remplacement d'Antoine Kombouaré. Trois nouvelles recrues renommées rejoignent le PSG pendant le mercato hivernal : Maxwell, Thiago Motta et Alex. En parallèle, QSI rachète les 30 % restants à Colony Capital et Butler Capital Partners le 6 mars 2012 et devient donc propriétaire du PSG à 100 %. Finalement, le Paris Saint-Germain termine deuxième du championnat derrière le surprenant Montpellier.

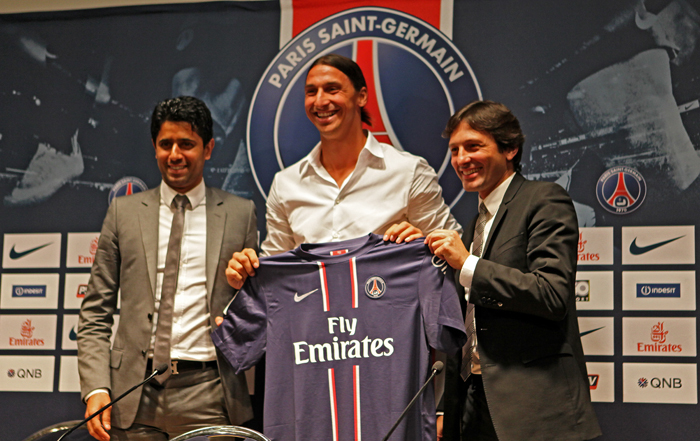
Zlatan Ibrahimović aux côtés de Nasser Al-Khelaïfi, président parisien, et de Leonardo, directeur sportif, en 2012.

Durant l'intersaison 2012, le PSG est l'un des clubs les plus actifs du marché des transferts. Quatre joueurs sont recrutés en Italie : l'attaquant argentin du SSC Naples Ezequiel Lavezzi arrive contre 30 millions d'euros, le jeune Marco Verratti, désigné comme le « nouveau Pirlo » par la presse italienne, est recruté pour 12 millions depuis Pescara. Enfin, les deux joueurs les mieux rémunérés du Milan AC sont accueillis : l'attaquant suédois Zlatan Ibrahimović, avec à la clef un salaire record estimé à 14 millions d'euros net annuel, et le défenseur brésilien Thiago Silva, égalant le montant record en France de 42 millions d'euros. À la suite des départs de Marcos Ceará puis de Milan Biševac, le PSG recrute l'international néerlandais de l'Ajax Amsterdam Gregory van der Wiel. Le PSG signe également le jeune prodige brésilien Lucas Moura pour 40 millions d'euros, mais il rejoindra la capitale seulement en janvier. Lors du mercato hivernal, le club recrute David Beckham pour six mois,, Nenê et Guillaume Hoarau sont, eux, respectivement transférés à Al-Gharafa et au Dalian Aerbin,. Le 6 mars 2013 est une nouvelle date charnière : l'équipe parvient à se qualifier pour les quarts de finale de la Ligue des champions, performance qui n'avait pas été réalisée depuis 1995. Cependant, le FC Barcelone élimine le club parisien aux buts à l'extérieur à l'issue de deux matchs nuls. Le 12 mai 2013, pour la troisième fois de son histoire après les titres de 1986 et 1994, l'équipe remporte le championnat avec une victoire (0-1) contre l'OL : l'objectif premier des Qataris est rempli. L'intersaison est rendue compliquée par les atermoiements autour du départ de l'entraîneur Carlo Ancelotti, finalement parti au Real Madrid. Peu de temps après, Leonardo annonce sa démission, à la suite d'une suspension de 14 mois notifiée par la Fédération Française de Football, conséquence de l'« affaire du coup d'épaule » dans les couloirs du Parc des Princes auprès de l'arbitre Alexandre Castro après le match contre Valenciennes.

### Affirmation sur la scène nationale (2013-2016)
Pour remplacer Carlo Ancelotti au poste d'entraîneur, le Paris Saint-Germain signe le 25 juin 2013 l'ancien sélectionneur français Laurent Blanc. Plus tard, le club recrute l'attaquant uruguayen Edinson Cavani contre une indemnité de 64,5 millions d'euros, un nouveau record en France devançant celui de Javier Pastore, deux ans auparavant. L'ambition des dirigeants parisiens est de l'associer à Zlatan Ibrahimović afin de créer l'un des meilleurs duos d'attaquants en Europe. Le très prometteur défenseur brésilien Marquinhos signe également au PSG pour la somme de 31,4 millions d'euros. Enfin, le club voit le départ de plusieurs joueurs de la période Colony Capital : il s'agit de Sylvain Armand, présent depuis 2004 avec près de 400 apparitions, de Mathieu Bodmer, de Siaka Tiéné et enfin de l'ancien capitaine Mamadou Sakho transféré pour 19 millions d'euros au Liverpool FC. Certains joueurs arrivés lors du premier mercato de l'ère qatari quittent, eux aussi, le club : Kevin Gameiro, Mohamed Sissoko et Diego Lugano. Le club domine de nouveau le championnat et son groupe de Ligue des champions en première partie de saison. Éliminés prématurément de la Coupe de France par le Montpellier HSC, les Parisiens sont battus sur le fil au stade des quarts de finale de la Ligue des champions par Chelsea FC, puis remportent la Coupe de la Ligue face à l'Olympique lyonnais (2-1). Le 7 mai 2014, le Paris Saint-Germain obtient son quatrième titre de champion de France et son deuxième consécutif avec un total de 89 points, un nouveau record, qui sera battu par la formation parisienne deux ans plus tard.

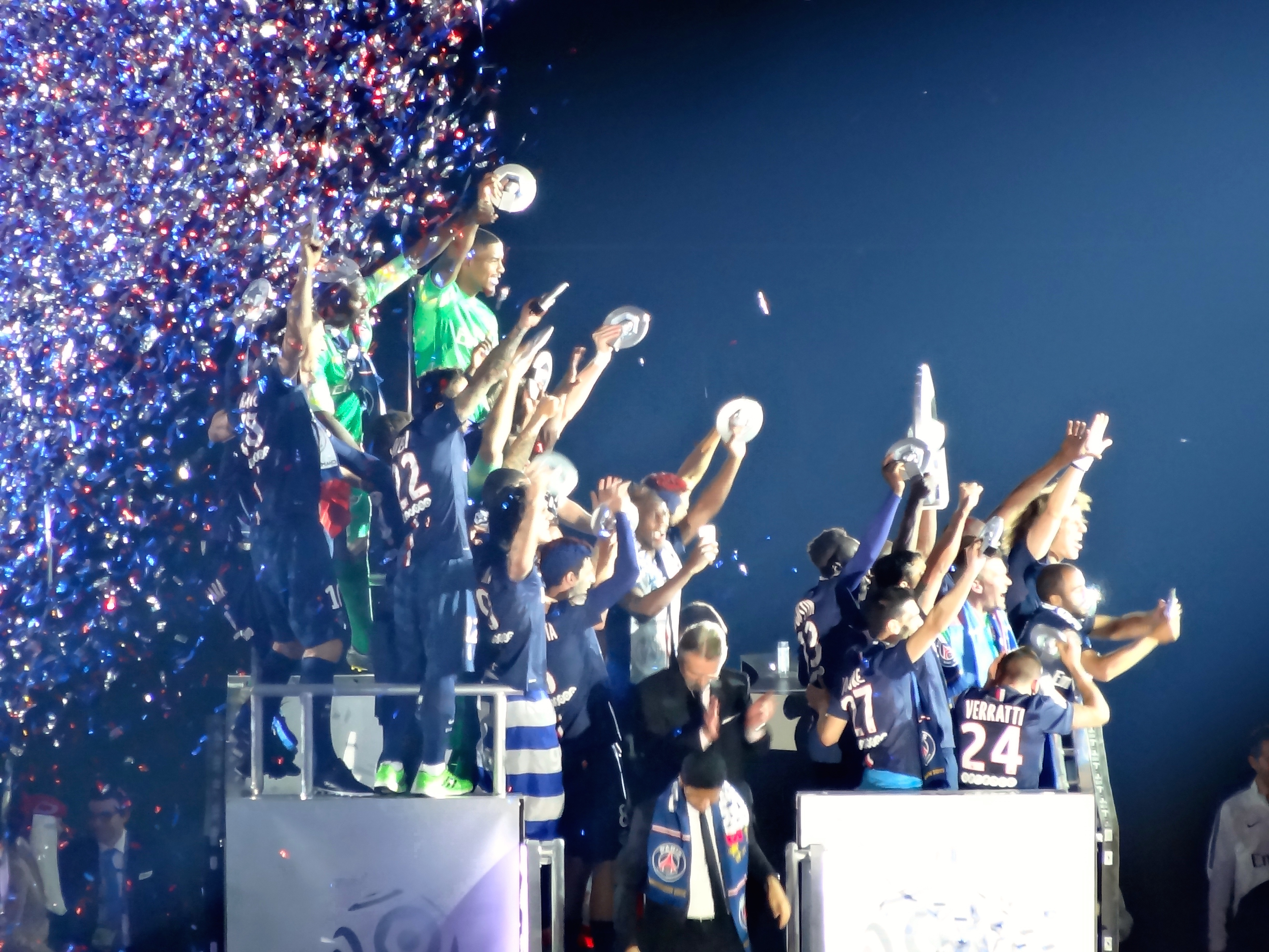
Le Paris Saint-Germain, célébrant son titre de champion de France en 2015 pour la troisième fois consécutive.

Pendant l'intersaison 2014 et la période des transferts, le PSG sera l'une des cibles du fair-play financier organisé par l'UEFA. En conséquence, le club voit son budget de transferts réduit à 60 millions d'euros et sa masse salariale encadrée. Cependant, le PSG fait un nouveau « gros coup » sur le marché des transferts : le défenseur brésilien David Luiz rejoint le club de la capitale pour un montant de 49,5 millions d'euros afin de remplacer Alex, arrivé en fin de contrat. Plus tard, Serge Aurier, latéral droit prometteur, rejoint le PSG. Cependant, il s'affilie au club sous un prêt avec option d'achat pour contourner les règles du fair-play financier. Ce transfert conduit au départ de Christophe Jallet, au club depuis cinq années, qui s'engage avec l'Olympique lyonnais. Jérémy Ménez quitte le club pour l'AC Milan et Clément Chantôme, titi parisien professionnel depuis 2006, partira quant à lui au mercato hivernal pour les Girondins de Bordeaux. Sur le plan sportif, malgré un départ intéressant en battant le FC Barcelone (3-2) au Parc des Princes, le PSG termine second de sa poule. Le club parisien hérite alors d'un favori en huitièmes de finale : le Chelsea FC qu'il élimine, contre toute attente, en prolongation à Stamford Bridge après un match haut en rebondissements. La formation parisienne est cependant éliminée par le club barcelonais qu'il affronte une nouvelle fois en quart de finale. En France, le PSG remporte son cinquième titre de champion dans la dernière ligne droite alors que l'Olympique de Marseille puis l'Olympique lyonnais tenaient les rênes du classement jusqu'à la 30e journée. Paris rafle également les deux coupes nationales : la Coupe de la Ligue en battant le SC Bastia (4-0) et la Coupe de France contre l'AJ Auxerre (1-0), ce qui lui permet de réaliser un quadruplé inédit dans l'histoire du football français.
Au cours de l'intersaison 2015, le club parisien est plus actif sur le marché des transferts puisque l'UEFA lève les sanctions contre le PSG dans le cadre du fair-play financier. C'est ainsi que le club finalise le recrutement de l'attaquant argentin Angel Di Maria, convoité depuis un an, pour la somme de 63 millions d'euros. D'autres recrues sont transférées au PSG, cette fois-ci dans un but différent afin d'apporter plus de concurrence au groupe. Ainsi, le gardien allemand Kevin Trapp signe au club pour 9 millions d'euros, tout comme le milieu de terrain Benjamin Stambouli et le latéral gauche Layvin Kurzawa pour 24 millions d'euros en provenance de l'AS Monaco. Du côté des départs, le club transfère l'international français Yohan Cabaye aux Anglais de Crystal Palace et Zoumana Camara, joueur présent à Paris depuis 2007, met un terme à sa carrière et intègre le staff technique. L'argentin Ezequiel Lavezzi partira quant à lui au Hebei China Fortune en février. La saison faisant suite à cette période de transferts voit la formation parisienne battre tous les records sur le plan national en remportant son sixième titre de champion dès le mois de mars après une victoire tout aussi retentissante contre l'ESTAC (9-0), la plus large à l'extérieur dans l'histoire du club et du championnat de France. D'autres records tombent sous l'escarcelle parisienne : il s'agit du record de points avec 96 unités ou encore la meilleure différence de buts de +83. Le PSG remporte pour la seconde fois consécutive les deux coupes nationales dont la Coupe de France contre le rival marseillais. En revanche, le bilan est décevant en Ligue des champions de l'UEFA puisque le club est éliminé en quart de finale pour la quatrième fois consécutive. Cette-fois ci, Paris chute contre Manchester City, club détenu par les Émirats arabes unis, ce qui serait vécu selon plusieurs échos de la presse comme une humiliation pour les propriétaires qatariens.

### Plafond de verre européen (2016-2019)
À la suite de cette déconvenue, le président Nasser Al-Khelaïfi appelle début juin 2016 à des changements majeurs pour entamer un nouveau cycle. Quelques semaines plus tard, le club annonce la résiliation du contrat de Laurent Blanc et la nomination de l'Espagnol Unai Emery (récent triple vainqueur de la Ligue Europa) pour lui succéder. Le PSG fait signer dans la foulée plusieurs recrues : Hatem Ben Arfa, Grzegorz Krychowiak, Thomas Meunier, Giovani Lo Celso et Jesé. Ce mercato est jugé étonnant par la presse puisque le club a été davantage économe, et aussi parce que des cadres, comme Zlatan Ibrahimović et David Luiz, n'ont pas été remplacés. Le 1er octobre 2016, le "Plan Leproux", mis en place 6 ans plus tôt, est allégé. Cela permet le retour de supporters ultras au Parc des Princes. Ces derniers, qui se sont réunis au sein du Collectif Ultras Paris, se placent à nouveau dans le Virage Auteuil, qui renaît de ses cendres à cette occasion. La première moitié de saison est jugée décevante et Paris se retrouve éloigné de la 1re place en Ligue 1. Lors du mercato hivernal, Julian Draxler et Gonçalo Guedes sont recrutés pour renforcer et remobiliser l'effectif. Le Paris SG démarre de façon fracassante la seconde partie de saison : la victoire (1-5) au Stade Vélodrome en est l'illustration. Cependant, le club subit un nouvel échec en Ligue des champions en subissant la Remontada (« remontée ») barcelonaise en huitièmes de finale. Le PSG devient alors la première équipe éliminée après avoir remporté 4-0 le match aller. En France, Paris n'est pas champion pour la première fois depuis la saison 2011-2012, et cède son titre à l'AS Monaco. Néanmoins, le club rafle une nouvelle fois les deux coupes nationales et obtient ainsi le record de victoires en Coupe de France.

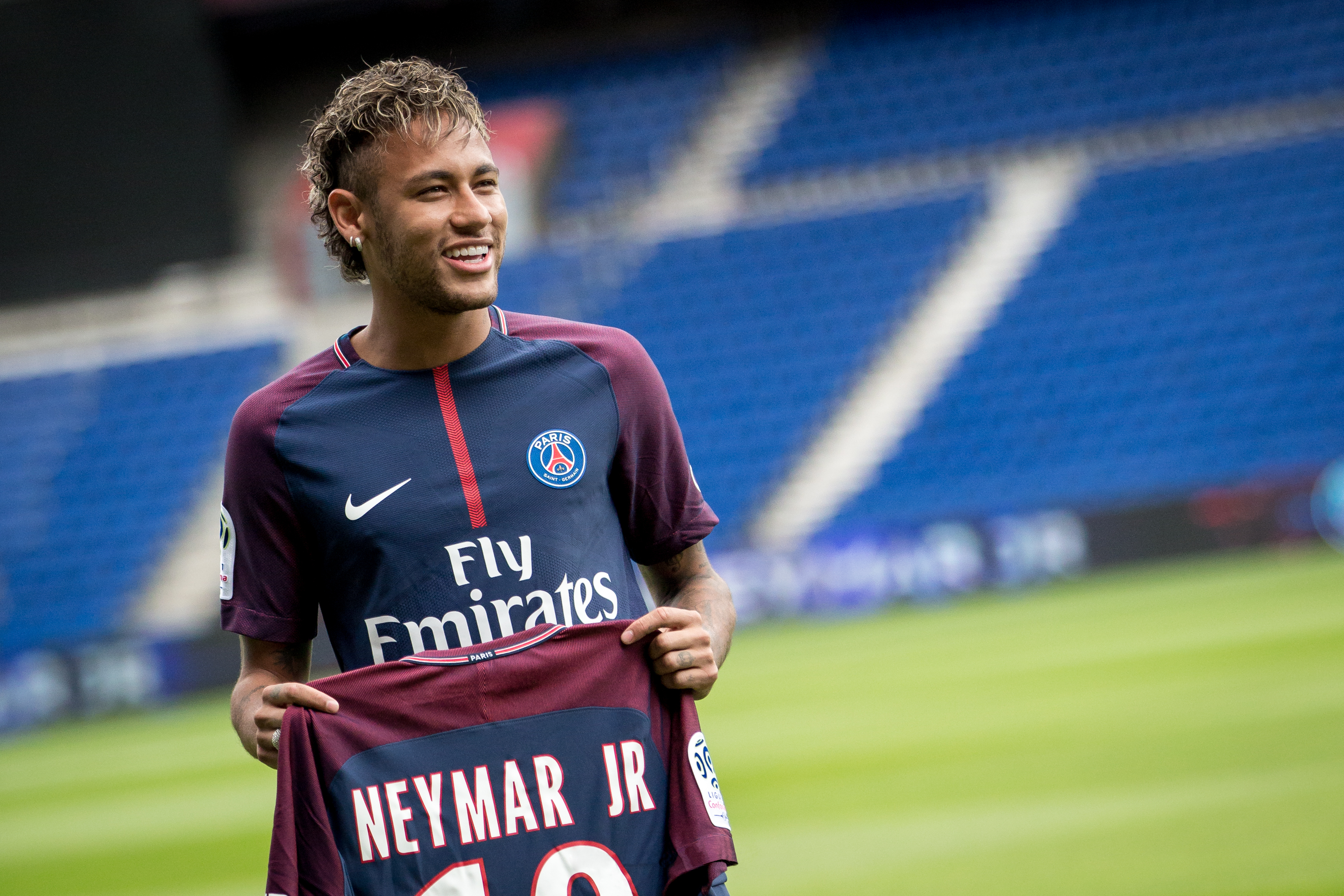
La star brésilienne Neymar arrive à Paris en août 2017 pour 222 millions d'euros.

Pour la saison 2017-2018, les propriétaires qataris souhaitent reconquérir le titre de champion de France et accéder aux demi-finales de la Ligue des champions. En ce sens, des changements au niveau de la direction sportive sont décidés. Ainsi, Maxwell, qui vient tout juste de raccrocher les crampons, devient « coordinateur sportif », tandis que le Portugais Antero Henrique remplace Olivier Létang au poste de directeur sportif. Patrick Kluivert, arrivé au club un an plus tôt, est remercié et son poste de « directeur du football » est supprimé. Dans la foulée, le PSG recrute deux latéraux : Yuri Berchiche et Dani Alves. Le club parisien réalise ensuite le « transfert du siècle » : l'attaquant Neymar signe pour 222 millions d'euros, montant record dans l'histoire du football. Le PSG termine son mercato en recrutant le très jeune prodige Kylian Mbappé en prêt avec option d'achat obligatoire de 180M€ (bonus compris). Du côté des départs, Salvatore Sirigu est libéré de son contrat, Blaise Matuidi est vendu à la Juventus et Serge Aurier à Tottenham. Ce dernier sera rejoint 6 mois plus tard par Lucas Moura. Paris réalise un excellent parcours en phase de groupes de la Ligue des champions : 5 victoires en 6 matchs dont un 3-0 à domicile contre le Bayern Munich, ainsi que 25 buts inscrits (battant de ce fait le précédent record). Cependant, le PSG se fait à nouveau éliminer au stade des huitièmes de finale de la compétition, cette fois-ci face au Real Madrid. Le club de la capitale remporte son septième championnat le 15 avril 2018 en écrasant 7-1 le champion en titre monégasque au Parc des Princes, ainsi que la huitième Coupe de la Ligue de son histoire (la cinquième d'affilée). Le Paris SG réalise ensuite un troisième quadruplé national avec la Coupe de France.
À la suite de ce nouvel échec en Ligue des champions, le contrat de l'entraîneur Unai Emery n'est pas prolongé pour la saison 2018-2019. Le club décide de nommer l'Allemand Thomas Tuchel à sa place. À l'intersaison, la légende italienne Gianluigi Buffon rejoint le club, ainsi que Thilo Kehrer, Juan Bernat et Eric-Maxim Choupo-Moting. Afin de rentrer dans les clous du Fair-Play Financier (FPF) de l'UEFA, plusieurs départs ont lieu, dont Thiago Motta, qui devient entraîneur de l'équipe U19 du PSG, et Javier Pastore. Gonçalo Guedes est transféré pour 40 millions d'euros (et 10 de bonus) au Valence CF, ce qui constitue la vente record dans l'histoire du club. En Ligue 1, le début de parcours est parfait : 14 journées et autant de victoires ! Cependant en phase de groupe de Ligue des Champions, le PSG est au bord de l'élimination au soir de la 4e journée. Finalement, les Parisiens terminent 1er du « groupe de la mort » grâce à deux victoires lors des deux derniers matchs (dont un 2-1 d'anthologie au Parc contre Liverpool). La défaite en Coupe de la Ligue en janvier 2019 met fin à 5 années d'invincibilité en coupe. L'Argentin Leandro Paredes arrive en fin de mercato hivernal pour renforcer le milieu de terrain. Lors des huitièmes de finale de la Ligue des Champions, après une victoire au match aller à Old Trafford contre Manchester United (0-2), l'équipe s'incline 1-3 au Parc des Princes lors du match retour. Le Paris Saint-Germain se retrouve éliminé du tournoi devant la porte des quarts de finale pour la troisième fois consécutive. Le PSG achève une saison en demi-teinte sur un huitième titre de champion de France. Paris perdra en finale de la Coupe de France contre le Stade rennais aux tirs au but, mettant fin à une série de quatre titres consécutifs dans cette compétition pour le club.

### Passage d'un cap sur la scène européenne (2019-2021)
Le 14 juin 2019 marque le retour de Leonardo en tant que directeur sportif. L'équipe se renforce avec Mitchel Bakker, Pablo Sarabia, Ander Herrera, Marcin Bułka, Abdou Diallo et Idrissa Gueye. Dans les dernières heures du mercato, le PSG fait venir en prêt l'attaquant Mauro Icardi, ainsi que les gardiens Sergio Rico et Keylor Navas du Real Madrid. Alphonse Areola fait le chemin inverse pour une saison en prêt. Daniel Alves, Gianluigi Buffon, Adrien Rabiot, Grzegorz Krychowiak, Giovani Lo Celso et Kevin Trapp quittent le club. La saison 2019-2020 commence positivement, la victoire 3-0 à domicile contre le Real Madrid en est le symbole. La deuxième partie de saison reprend sur la même lancée, le club se qualifie pour les quarts de finale de la Ligue des champions au détriment du Borussia Dortmund. À la suite de ce match, la saison est suspendue à cause de la Pandémie de Covid-19. Finalement, le 30 avril 2020, le Championnat de France 2019/2020 est définitivement arrêté à la 28e journée et le PSG est officiellement déclaré champion de France pour la neuvième fois de son histoire. Cette interruption est marquée par le départ de plusieurs joueurs arrivés en fin de contrat le 30 juin 2020. Il s'agit de Tanguy Kouassi, Adil Aouchiche, Thomas Meunier et Edinson Cavani, meilleur buteur de l'histoire du club. Eric Maxim Choupo-Moting et le capitaine Thiago Silva prolongent quant à eux leur contrat de 2 mois.

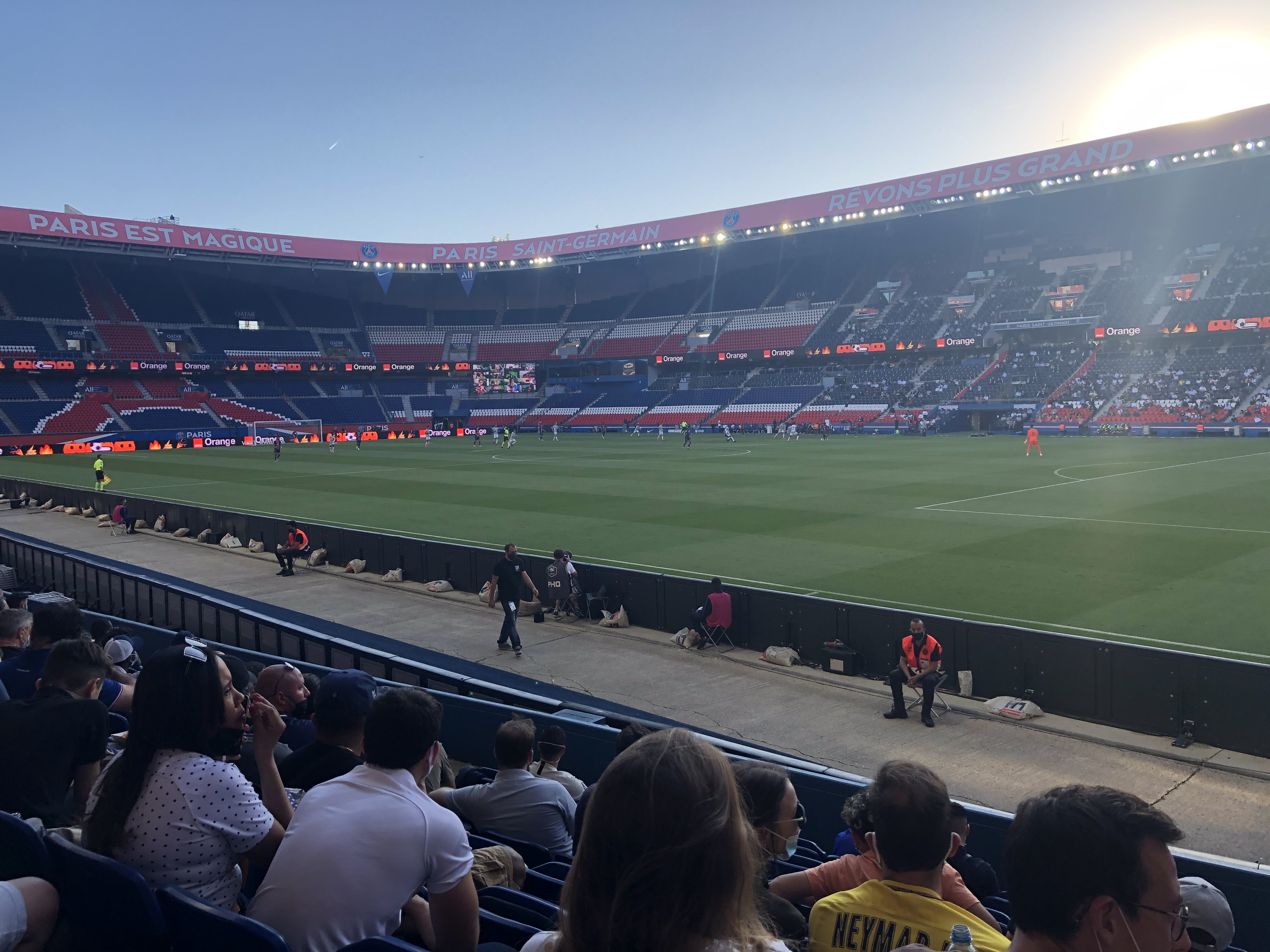
Paris face au Celtic lors de la pré-saison 2020, devant un public jaugé dû au Covid-19.

La saison reprend officiellement le 24 juillet 2020 avec la finale de la Coupe de France face à l'AS Saint-Étienne (victoire 1-0). Les Parisiens enchaînent ensuite une semaine plus tard avec la finale de la dernière Coupe de la Ligue de l'histoire face à l'Olympique lyonnais (0-0, victoire 6 à 5 aux tirs au but) et un quatrième quadruplé national après ceux de 2015, 2016 et 2018. Le mois d'août voit le retour de la Ligue des champions sous la forme inédite d'un Final 8. Pour la suite de la compétition, tous les matchs se jouent sur terrain neutre à huis clos à Lisbonne et chaque tour se joue sur un match sec. Le 12 août 2020, le PSG se qualifie pour les demi-finales aux dépens de l'Atalanta Bergame en mettant deux buts d'affilée dans les toutes dernières minutes (90e et 90+3e) après avoir été mené 1-0 une grande partie du match. Le 18 août 2020, le Paris Saint-Germain se qualifie pour la première finale de Ligue des Champions de son histoire au terme d'un match parfaitement maîtrisé par les Parisiens face au RB Leipzig (victoire 3-0). Le club de la capitale retrouve le Bayern Munich en finale cinq jours plus tard, mais s'incline cette fois-ci sur la plus petite des marges (0-1).
La saison suivante commence seulement moins de 3 semaines plus tard et voit le PSG connaître bien plus de difficultés. Les Parisiens connaissent deux revers initiaux, dont notamment une défaite contre le rival marseillais qui n'avait plus gagné dans Le Classique depuis novembre 2011. Après avoir levé les options d'achat de Mauro Icardi et Sergio Rico, le club ne se renforce qu'avec des prêts et voit arriver par ce procédé Alessandro Florenzi, Danilo Pereira et Moise Kean. Alexandre Letellier et Rafinha signent quant à eux gratuitement. En Ligue des champions, le bilan à l'issue des matchs aller de phases de poules est assez maigre : une victoire pour deux défaites. En mauvaise posture, les Franciliens repartent de l'avant grâce à trois victoires en phase retour dont une nouvelle victoire par 2 buts d'écart sur la pelouse d'Old Trafford (1-3). En championnat, cela devient toutefois plus compliqué, le PSG se retrouve 3e du classement à la trêve. Ce début de saison très poussif entraîne le limogeage de l'entraîneur Thomas Tuchel. Mauricio Pochettino, ancien capitaine du club, lui succède le 2 janvier 2021. Sous sa houlette, l'équipe remporte tout d'abord le Trophée des champions 2020. En février, le PSG se venge de la remontada subie 4 ans plus tôt en écrasant 1-4 le FC Barcelone dans son antre du Camp Nou. Le printemps européen est marqué par les retrouvailles avec le Bayern Munich en quart de finale. Cette fois-ci, c'est le club de la capitale française qui sort vainqueur de cet affrontement. En parallèle, cela est toujours délicat en Ligue 1 avec de nombreuses nouvelles défaites. L'épopée européenne 2020/2021 s'arrête en demi-finale contre Manchester City. La saison finit cependant sur une bonne note avec une nouvelle Coupe de France qui vient s'ajouter au palmarès. En Ligue 1, le Paris SG finit deuxième à un petit point seulement de Lille.

### Echec du projet sportif construit autour de la «MNM» (2021-2023)

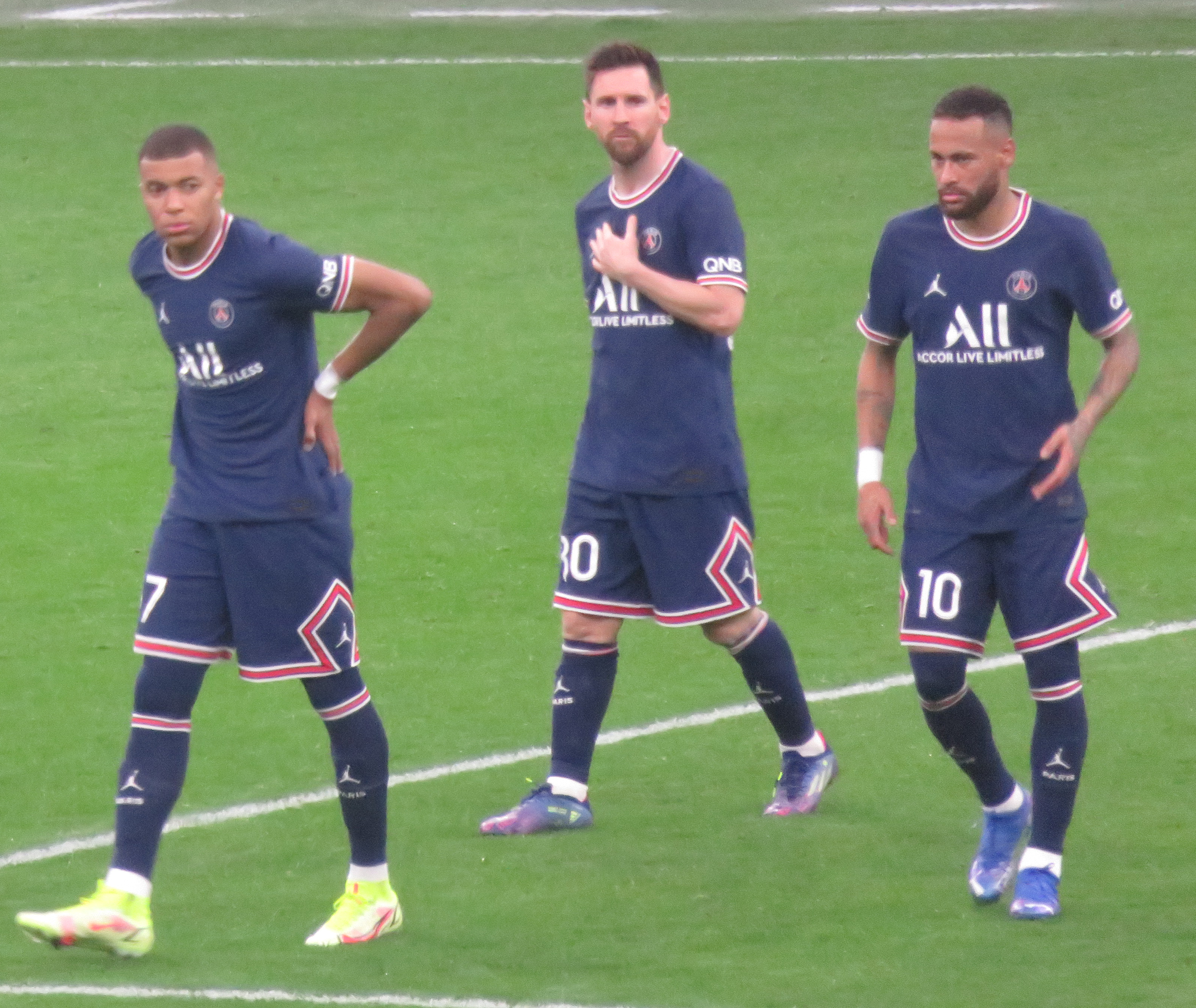
Mbappé, Messi et Neymar en octobre 2021.

À l'occasion du dixième anniversaire de son rachat par Qatar Sports Investments, le PSG marque les esprits en réalisant un mercato historique. Après avoir levé l'option d'achat de Danilo Pereira, le club signe libre de tout contrat Georginio Wijnaldum, Sergio Ramos, Gianluigi Donnarumma et surtout le sextuple Ballon d'or Lionel Messi. Le latéral droit Achraf Hakimi est acheté pour 60 milions d'euros (hors bonus). Le club fait également venir en prêt Nuno Mendes, l'arrière gauche prometteur du Sporting CP. Pablo Sarabia fait quant à lui le chemin inverse pour une saison en prêt. Mitchel Bakker est vendu en Allemagne et Alphonse Aréola ainsi que quelques jeunes joueurs sont prêtés. La saison 2021-2022 débute par une défaite au Trophée des champions 2021. Cet échec met fin à une série de 8 titres consécutifs pour les Parisiens dans cette compétition. Articulé autour de son trio d'attaque surnommé la « MNM » (Messi / Neymar / Mbappé), le PSG se rattrape en Ligue 1 en prenant la tête du classement à l'issue de la 3e journée. Mais l'équipe déçoit en Ligue des champions où elle ne finit que 2e de sa poule, derrière Manchester City. Face au Real Madrid, le PSG aborde sereinement le match retour grâce à sa nette domination du match aller conclu par une victoire 1-0 sur sa pelouse. Paris ouvre le score au Stade Santiago-Bernabéu mais l'équipe s'effondre brusquement et encaisse 3 buts en moins de 20 minutes. Le PSG est alors éliminé au stade des huitièmes de finale après un nouveau scénario catastrophe. Éliminé prématurément lors des huitièmes de finale de la Coupe de France quelques semaines plus tôt, le club parisien n'ira pas non plus en finale de la coupe nationale pour la première fois depuis 2014. Les joueurs Parisiens se focalisent donc sur la Ligue 1, qu'ils remportent le 23 avril 2022. Il s'agit du dixième titre de champion de France du Paris Saint-Germain, égalant ainsi le record de l'AS Saint-Étienne. Le sourire revient lors du dernier match de la saison avec l'annonce inattendue de la prolongation pour 2 saisons supplémentaires (+ 1 en option) de l'attaquant star Kylian Mbappé. Le soir même, le directeur sportif Leonardo est limogé.
Le départ de Leonardo permet la venue de Luís Campos en tant que conseiller football au début du mois de juin 2022. Quelques semaines plus tard, c'est au tour de l'entraîneur Mauricio Pochettino d'être remercié. Pour le remplacer, Campos soumet le nom du français Christophe Galtier. Ce dernier prend ses fonctions le 5 juillet 2022. La période estivale 2022 permet au PSG de renouveler en profondeur son effectif. On assiste au départ, en vente définitive ou en prêt, de nombreux joueurs devenus indésirables : Kehrer, Areola, Gueye, Bułka, Rafinha, Draxler, Diallo, Dagba, Dina-Ebimbe, Herrera, Icardi, Kurzawa, Michut et Wijnaldum. Kalimuendo, Paredes, Simons et Ángel Di María, meilleur passeur de l'histoire du club, quittent également la capitale française. Pour se régénérer, Paris lève l'option d'achat de son talent Nuno Mendes et mise sur des espoirs et des jeunes joueurs confirmés évoluant en Ligue 1 (Hugo Ekitike, Renato Sanches) ou dans les grands championnats étrangers (Vitinha, Nordi Mukiele, Fabián Ruiz, Carlos Soler). Les débuts de l'équipe de Galtier sont intéressants, avec les larges victoires au Trophée des champions 2022 et en Ligue 1. Sur la scène européenne, Paris parvient notamment à battre pour la première fois de son histoire la Juventus puis devient le premier club français à s'imposer à Turin. Pourtant, le PSG n'est à nouveau que 2e de son groupe, derrière le Benfica Lisbonne. La faute à un incroyable scénario qui a conduit les deux équipes à se départager au classement selon le 7e critère (une première dans l'histoire de la compétition). Le début d'année 2023 est délicat, Paris connaît ses premières défaites de la saison et voit son avance en championnat fondre avant de se faire éliminer en Coupe de France par l'ennemi marseillais. Le pire est atteint en Coupe d'Europe. Conséquence de sa 2e place en phase de poules, le club de la capitale hérite du Bayern Munich comme adversaire. Les Parisiens sont défaits à l'aller comme au retour et voient une nouvelle fois l'aventure s'arrêter en huitièmes de finale. Le PSG remporte tout de même la saison 2022-2023 de Ligue 1. Il s'agit du 11e titre de champion son histoire, record absolu en France. Le PSG devient également la première équipe de l'histoire à occuper la 1re place du championnat de France de la première journée à la dernière sans discontinuité.

### Période Luis Enrique et consécration (depuis 2023)
À l'été 2023, le Paris Saint-Germain tourne la page des « galactiques » et pousse vers la sortie Lionel Messi, Neymar, Sergio Ramos et Marco Verratti (ce dernier après 11 ans au club). Luis Campos, le conseiller sportif du club, et le nouvel entraîneur, Luis Enrique, veulent désormais s'appuyer sur un effectif à fort potentiel et bâtir un collectif soudé, loin des paillettes et du « bling bling » des saisons précédentes. Le club continue de miser sur la jeunesse (avec la mise en avant de Warren Zaïre-Emery et les arrivées de Manuel Ugarte, Bradley Barcola, Lee Kang-in et Gonçalo Ramos) et fait venir des cadres de l'équipe de France (Ousmane Dembélé, Lucas Hernandez, Randal Kolo Muani). Les expérimentés Milan Škriniar et Marco Asensio arrivent pour encadrer le jeune effectif parisien. Luis Enrique développe dès son arrivée au club un jeu basé sur la possession et le contre-pressing, demandant une implication totale défensive et offensive à tous ses joueurs. Si Paris est rapidement devant en Ligue 1, le club frise l'élimination en Ligue des champions en phase de groupe, où les parisiens héritent du tirage désigné comme le plus relevé de cette édition (avec le Borussia Dortmund, l'AC Milan et Newcastle). Mais le PSG accroche la 2e place grâce à un scénario favorable lors de la dernière journée. En parallèle, le 7 décembre 2023, le PSG annonce la vente de 12,5 % de ses parts au fonds d’investissement américain Arctos Sports Partners,. Pour la première fois depuis la prise de controle total par QSI en 2012, le club voit son capital ouvert à d'autres investisseurs. Après avoir hérité d'un tirage clément lors des huitièmes de finale (face à la Real Sociedad), le PSG retrouve, encore, le FC Barcelone, en quarts de finale. La défaite (2-3) au Parc des Princes n'empêche pas les Parisiens de renverser la vapeur à Barcelone (victoire 1-4, score identique à 2021). Dès sa première saison, l'entraîneur Enrique ramène ainsi Paris en demi-finales de la plus prestigieuse des compétitions. Peu après, le club de capitale est de nouveau champion de France. En demi-finale, le PSG est désigné favori face à un Dortmund déjà rencontré en phase de groupe. Mais Paris déçoit lors de la double confrontation (deux défaites 1-0) et voit l'aventure s'arrêter aux portes de la finale. Comme anticipé depuis plusieurs mois, le 10 mai 2024, Kylian Mbappé annonce son départ après sept saisons passées au sein du club de la capitale et part librement pour le Real Madrid qui convoitait le joueur depuis des années,,. La saison 2023-2024 finit sur une bonne note avec une finale de Coupe de France gagnée face à Lyon et un triplé national (avec le Trophée des champions 2023 remportée en janvier).
Malgré le départ de Mbappé, Luís Campos et Luis Enrique ne veulent pas bouleverser l'effectif et ne font venir lors du mercato 2024 qu'un seul renfort par ligne (Matveï Safonov, Willian Pacho, João Neves et Désiré Doué). En Ligue des champions, la phase de groupes est remplacée par une phase de ligue unique sur 8 journées où seuls les 24 premiers (sur 36) seront qualifiés pour la phase finale. Si l'équipe est dominatrice dans le jeu, elle souffre d'un cruel manque de réalisme offensif tout au long de la première moitié de saison 2024-2025. Si cela n'a pas d'impact sur la scène nationale, Paris enchaîne les contre-performances européennes et se retrouve 25e du classement général (et donc non-qualifié) à l'issue de la 6e journée. Le match de la 7e journée face à Manchester City au Parc des Princes tourne au fiasco à l'approche de l'heure de jeu (City mène 0-2 en 5 minutes). Mais les Parisiens n'abdiquent pas et réalisent une remontée incroyable (victoire 4-2) qui sort le PSG de la zone éliminatoire. Ce match ainsi que l'arrivée au mercato hivernal de l'attaquant géorgien Khvicha Kvaratskhelia du SSC Napoli sont considérés comme un tournant la saison parisienne. En atteste dans les semaines qui suivent ses larges victoires en Ligue 1 et le score cumulé de 10-0 en barrages de Ligue des champions face à son compatriote français du Stade brestois. Conséquence de son classement médiocre en phase de ligue, le PSG hérite dès les huitièmes de finale de Liverpool (alors désigné comme l'un des grands favoris de la compétition). Pourtant ultra dominateur lors du match aller, Paris ne parvient pas à concrétiser et c'est Liverpool qui repart avec la victoire sur le fil (0-1). Condamnés à l'exploit à Anfield, les Parisiens répondent présent, reviennent rapidement au score puis tiennent bon jusqu'au bout (victoire 0-1). Devant se départager aux tirs au but, Gianluigi Donnarumma arrête 2 tirs des Reds tandis que Désiré Doué qualifie son équipe. Le PSG est sacré champion de France pour la 13e fois de son histoire dès la 28e journée. Invaincue en France à ce moment-là, l'équipe le restera jusqu'à la 31e journée. Pouvant donc rapidement se focaliser sur l'Europe, Paris affronte en quarts de finale Aston Villa entraîné par son ancien coach Unai Emery. Malgré une frayeur au match retour (les Villains revinnent à un but d'écart sur la double confrontation après une nette domination parisienne), Paris se qualifie. En demi-finales pour la 2e fois consécutive, le PSG doit encore croiser le fer avec un club anglais. Cette fois-ci, il s'agit d'Arsenal qui avait déjà séchement battu les Parisiens (2-0) cette saison en phase de ligue. Mais les Gunners se font surprendre dès la 4e minute de jeu par Paris qui repart de l'Emirates Stadium avec une victoire sur la plus petite des marges (0-1). Au match retour, le Parc des Princes s'embrase et pousse son équipe qui, contrairement à la saison passée, ne déçoit pas et remporte la 2e manche (victoire 2-1). Après avoir défait l'intégralité du Big 4 de la Premier League 2023-2024, le PSG fonce vers la finale à Munich face à l'Inter Milan. Comme un symbole, cette ville avait accueilli la finale de l'Olympique de Marseille face à l'autre club milanais 32 ans plus tôt. A Munich, le 31 mai 2025, Paris domine outrageusement son adversaire interiste et remporte la finale sur le score inédit de 5-0 (doublé de Désiré Doué, élu homme du match, et buts de Achraf Hakimi, Khvicha Kvaratskhelia et Senny Mayulu). Le Paris Saint-Germain décroche sa première Ligue des champions, la deuxième de l'histoire du football français : quatorze ans après l'arrivée de l'actionnaire qatari, l'objectif final du projet est enfin atteint. 

### Depuis 2025:2ephase de l'ère QSI, volonté de devenir un club mondial historique
Après son premier sacre dans la plus prestigieuse des compétitions européennes, le président Nasser al-Khelaïfi annonce sa volonté de conquérir la Coupe du monde des clubs et remporter à nouveau la Ligue des champions, affichant de nouvelles ambitions à long terme. Les médias évoquent alors la possibilité de s'appuyer sur la jeunesse de l'effectif afin de gagner d'autres trophées de cette envergure et ainsi s'inviter à la table des plus grands clubs mondiaux historiques tels que le Real Madrid ou Manchester United. Quelques jours plus tard, les Parisiens s'envolent aux États-Unis afin de disputer la première édition du nouveau format de la Coupe du monde des clubs. En Amérique, le PSG élimine successivement l'Inter Miami de Lionel Messi, le Bayern Munich puis le Real Madrid et atteint la finale contre le Chelsea FC. Mais les joueurs de la capitale sont méconnaissables lors de celle-ci et perdent face aux Blues 3-0, passant à côté d'un quintuplé inédit sur la saison 2024-2025.
Le mercato estival 2025 reste calme : Illya Zabarnyi arrive et Lucas Chevalier remplace Gianluigi Donnarumma. La saison 2025-2026 débute avec une victoire aux tirs au but en Supercoupe de l'UEFA face à Tottenham, une première pour un club français.